# 2019冠状病毒病黑龙江省疫情
2019冠状病毒病黑龙江省疫情，介绍2019冠状病毒病疫情中，在中华人民共和国黑龙江省发生的情况。

## 时间轴

### 2020年

#### 1月
21日，黑龙江省牡丹江市出现首例疑似病例，牡丹江市第二医院呼吸科收治一位去武汉探亲返回的69岁男性危重肺炎患者。1月23日，獲確認為確診病例。
23日，新增加1例确诊病例，当日共通報2例確診病例。新确诊病例患者为男性，49岁，哈尔滨市巴彦县人。1月22日从武汉市抵达哈尔滨后，即因咳嗽、咯痰、发热于哈尔滨医科大学附属第一医院隔离治疗。患者病情平稳，其密切接触者正在医学观察，暂无异常。
24日，省卫生健康委员会通报新增确诊病例2例，死亡病例1例。其中绥化市、大庆市均为报告首例确诊病例，而绥化市首个确诊病例亦为首个报告死亡的病例。
25日，省卫健委通报新增确诊病例5例。同日，黑龍江省交通运输厅启动黑龍江交通运输行业新型冠状病毒防疫一级应急响应，黑龍江停止受理省际包车申请，并暂停全部省际包车客运。
26日，省卫健委通报新增确诊病例6例，其中重症病例1例。
27日，省卫健委通报新增确诊病例6例，其中重症病例1例。佳木斯市、双鸭山市、七台河市为报告首例确诊病例。
28日，省卫健委通报新增确诊病例9例。
29日，黑龙江省报告新型冠状病毒感染的肺炎新增确诊病例7例，其中重症病例1例。鸡西市为报告首例确诊病例。
30日，黑龙江省报告新型冠状病毒感染的肺炎新增确诊病例6例，新增重症病例2例。鹤岗市、大兴安岭地区为报告首例确诊病例。
31日，黑龙江省报告新型冠状病毒感染的肺炎新增确诊病例16例，新增重症病例3例，新增死亡病例1例，为绥化市确诊病例。

#### 2月
1日，黑龙江省报告新型冠状病毒感染的肺炎新增确诊病例21例，新增重症病例5例。哈爾濱兩名確診患者出院。
2日，黑龙江省报告新型冠状病毒感染的肺炎新增确诊病例15例。黑河市为报告首例确诊病例。新增重症病例1例。新增出院病例2例。
3日，黑龙江省报告新型冠状病毒感染的肺炎新增确诊病例23例。新增重症病例2例。
4日，黑龙江省报告新型冠状病毒感染的肺炎新增确诊病例37例。新增重症病例2例。
5日，黑龙江省报告新型冠状病毒感染的肺炎新增确诊病例35例，新增重症病例4例，新增出院病例2例。
6日，黑龙江省报告新型冠状病毒感染的肺炎新增确诊病例37例，新增重症病例4例，新增出院病例3例，新增死亡病例1例。
7日，黑龙江省报告新型冠状病毒感染的肺炎新增确诊病例50例，新增重症病例5例。新增出院病例1例。
8日，黑龙江省报告新型冠状病毒感染的肺炎新增确诊病例19例，新增重症病例11例，新增出院病例4例，新增死亡病例2例。
9日，黑龙江省报告新型冠状病毒感染的肺炎新增确诊病例26例。新增重症病例7例。新增出院病例1例。新增死亡病例1例。
10日，黑龙江省报告新型冠状病毒感染的肺炎新增确诊病例24例。新增出院病例2例。新增死亡病例1例。截至2月9日24时,黑龙江省报告新型冠状病毒感染的肺炎确诊病例331例，其中：哈尔滨市128例、双鸭山市38例、绥化市37例、鸡西市34例、齐齐哈尔市30例、佳木斯市14例、七台河市14例、大庆市13例、牡丹江市12例、鹤岗市5例、黑河市4例、大兴安岭地区2例；现有重症病例44例。死亡病例7例，分别为绥化市确诊病例3例、大庆市确诊病例1例、双鸭山市确诊病例2例、齐齐哈尔市确诊病例1例。治愈出院病例15例，分别为哈尔滨市传染病医院7例、黑龙江省传染病防治院2例、双鸭山市人民医院1例、佳木斯市传染病医院1例、绥化市第一医院1例、牡丹江市第二人民医院1例、鹤岗市传染病医院1例、鸡西市传染病医院1例。
14日，雞西市恆山區區委書記孔令寶因抗疫不力、發表抗疫不當言論被免職。

#### 3月
10日，黑龙江省出现一例新增确诊病例。
18日，哈尔滨市新增1例境外输入性确诊病例。患者牛某某，女，56岁，3月16日从美国纽约乘坐OZ223次航班到韩国首尔，3月17日由韩国乘坐韩亚航空OZ339次航班于13时41分到达哈尔滨太平国际机场。其新型冠状病毒核酸检测呈阳性，后转运至哈尔滨市传染病医院。翌日再新增1例，系英国某大学的中国广东籍留学生，因私赴哈尔滨。

#### 4月
5日，全省新增從俄羅斯經绥芬河口岸入境输入确诊病例20例，均为中国籍。4月7日至4月13日，绥芬河口岸关闭。4月8日6时起，绥芬河市所有小区实行封闭管理。後宣佈13日后继续关闭。
7日，全省新增境外输入确诊病例25例，新增境外治愈出院病例1例。
8日，全省新增境外输入确诊病例40例。
10日，黑龙江省省内新增确诊病例1例（哈尔滨市）。累计报告本地确诊病例484例。全省新增境外输入确诊病例22例。累计报告境外输入确诊病例177例。
11日，黑龙江省省内新增确诊病例2例（哈尔滨市）。新增境外输入确诊病例21例。其中已被确诊的郭某明及其确诊为无症状感染者的朋友王某苓，在哈尔滨市疾控中心流行病学调查过程中，故意隐瞒病情和真实行程，被公安机关立案调查。
12日，黑龙江省省内新增确诊病例7例（哈尔滨市）。全省新增境外输入确诊病例49例。黑龙江省哈爾濱和牡丹江市宣佈原定4月17日初中毕业学年开学时间向后推迟。绥芬河停止举办一切聚集性活动。
13日，黑龍江省新增境外输入确诊病例79例。黑龙江省双鸭山、伊春、七台河、黑河、大兴安岭推遲初中毕业年级开学时间。同日，黑龙江省启动非法越境犯罪有奖举报活动。对非法越境犯罪线索一经查实，将给予举报人人民币3000元奖励。
14日，黑龙江省省内新增确诊病例8例，新增境外输入确诊病例14例。
15日，黑龙江省省内新增确诊病例4例，新增境外输入确诊病例16例（境外输入无症状感染者转为确诊病例2例）。因哈尔滨市防控工作不力，出现聚集性病例反弹，黑龙江省省长、省应对新型冠状病毒感染肺炎疫情工作领导小组指挥部指挥长王文涛召开会议，约谈哈尔滨市应对新冠肺炎疫情工作指挥部主要负责人，严肃指出存在的问题，提出严厉批评。
16日，黑龙江省省内新增确诊病例3例（哈尔滨），新增境外输入确诊病例8例（境外输入无症状感染者转为确诊病例4例）。当日，黑龙江省通报哈尔滨发生院内感染病例，发生地点为哈尔滨医科大学附属第一医院和哈尔滨市第二医院。此外，黑龙江省交通运输厅制定并下发《黑龙江省国际道路运输疫情防控工作指南（第1版）》，对国际货运驾驶员实行备案管理。
17日，黑龙江省对哈尔滨市近期新冠肺炎疫情防控不力的18名党员干部和公职人员进行追责问责。当日新增本地确诊病例7例（哈尔滨），新增治愈出院本地病例1例（哈尔滨）。新增境外输入确诊病例13例（境外输入无症状感染者转为确诊病例5例），均为中国籍，从俄罗斯输入，其中黑龙江省4例、广东省2例、福建省2例、吉林省1例、河北省1例、河南省1例、湖北省1例、浙江省1例。
18日，黑龙江省省内新增确诊病例6例（哈尔滨4例、牡丹江2例）。
19日，黑龙江省省内新增确诊病例3例（哈尔滨3例），新增境外输入确诊病例4例。哈尔滨市第二医院自当日起暂停开诊，对院区进行终末消毒，实行封闭式管理。
20日，黑龙江省省内新增确诊病例6例，新增境外输入确诊病例2例。
21日，新增1例境外病例，7例本土病例。
22日，新增本土确诊病例3例，境外输入确诊病例1例。
23日，新增本土确诊病例3例。
24日，新增本土确诊病例1例，境外输入确诊病例1例。
25日，新增本土确诊病例5例。
26日，新增本土确诊病例1例。
27日，新增本土确诊病例3例。
30日，新增本土确诊病例5例，均在牡丹江市。

#### 5月
1日，国家卫健委通报黑龙江省聚集性疫情有关情况。通报中提到，哈尔滨市、牡丹江市对疫情防控形势认识不足，存在厌战情绪和麻痹松懈思想。相关医院错误地认为发生院内聚集性疫情的可能性极小，存在侥幸心理。两市亦存在院前防控措施存在薄弱环节、核酸检测工作未能按要求及时开展、院内感染防控措施落实不力的问题。
2日起，哈尔滨市应对新冠肺炎疫情工作指挥部办公室发布通知，要求全市经营烧烤、涮串、涮火锅、铁锅炖等餐饮服务单位暂停堂食，重新开业时间视疫情变化另行通知。牡丹江市新冠肺炎疫情防控指挥部也宣布，从5月3日起暂停烧烤、涮串、涮火锅、铁锅炖等餐饮服务单位的堂食服务。
6日，綏芬河防疫風險等級下調為低風險，当地生產生活秩序逐步恢复正常。
9日，哈尔滨市新增1例确诊病例。
12日，牡丹江医学院附属红旗医院最后4例境外输入确诊病例临床治愈出院，至此，409例经绥芬河口岸入境的输入病例全部治愈出院。
5月底，牡丹江市新增无症状感染者7例，致使刚刚复课的牡丹江市高三学生再度停课，另外牡丹江市公路客运总站停运。

#### 6月
6月2日，牡丹江市卫生健康委员会表示，将进一步扩充核酸检测标本采样队伍，为开展全市核酸检测工作做好各项充足准备。

#### 7月
7月24日0-18时，黑龙江省鹤岗市、海伦市各新增无症状感染者1例，均与大连市发生的聚集性疫情有关。

#### 8月
8月10日，黑龙江省新增境外输入确诊病例1例（由日本进入哈尔滨市）。

#### 9月
9月24日，哈尔滨市1例已经解除隔离观察无症状感染者核酸检测复阳。

#### 10月
10月26日0-24时，黑龙江省新增1例境外输入新冠肺炎确诊病例（由韩国进入哈尔滨市）。

#### 12月
12月10日，牡丹江市东宁市、绥芬河市各新增1例本土确诊病例。随后，东宁市启动《新冠肺炎疫情控制应急预案》，东宁市各高速公路收费站实施交通管制措施，非必要不可外出，如确需外出，需携带24小时之内的核酸检测阴性报告出城。客运站、公交车等公共交通设施暂停运营。东宁市城区、三岔口镇三岔口村和五大队村内除提供必要生产生活物资场所，其他服务业场所暂停营业，餐饮场所暂停堂食，暂时采取外卖方式营业；超市、药店采取配送方式营业；中小学幼儿园和各类教育培训机构暂时停课；敬老院、看守所等重点监管场所启动封闭式管理；允许生产生活物资物流运输车辆通行。受此影响，哈爾濱市、綏化市、伊春市等多地將幼兒園、中小學寒假時間提前至2021年元旦前後。自12月11日起，绥芬河市青云小区、东宁市中心社区调整为中风险地区。
12月12日，黑龙江省新增新冠肺炎确诊病例5例，其中本土4例，分別為绥芬河市3例、东宁市1例。境外1例，為塔河县境外输入无症状感染者转为确诊病例。同日东宁市按照市疫情防控預案进入戰時狀態，提升管控措施級別。根据《東寧市新冠肺炎疫情應急防控工作指揮部通告（第二十七號）》，东宁市嚴格控制人員出入，非必要不出城，學校、機構停課；全市公路客運、公交車臨時停運，的士等公共交通工具人員要佩戴口罩。當地又會實施嚴格的小區（村）封閉式管理，確保只留一個出口並實行24小時值班值守制度，禁止外來人員和車輛隨意進入；中風險區域每戶只允許一名家庭成員兩天外出採購生活用品一次，每次不過2小時。外賣、快遞、商超配送等物品由小區值守人員物表消殺後，統一對接服務。自12月13日0时起，所有在东宁市的人員與車輛不准離開當地，全市公共交通暂停，自用車輛禁止上路行駛；疫情防控、醫療救護、部隊執勤、應急救援、行政執法車輛憑工作證、單位證明和統一核發通行證通行；超市、市場、郵政、物流、供水、供電、供氣、環衛等城市生活保障車輛，憑5日以內的核酸檢測陰性報告和單位證明通行；孕婦、重大疾病等需要緊急出行的，允許臨時通行，事後報備。而大興安嶺塔河縣也通報新增1例自俄羅斯境外移入的無症狀感染者，當地也已啟動戰時防控狀態。綏芬河市也立即轉入戰時狀態，調整相關管控措施，包括嚴格交通管制，控制人員出入，小區實施封閉式管理等，解除日期另行通知。
12月13日，黑龙江省新增新冠肺炎确诊病例2例（绥芬河市本土2例）。
12月14日，黑龙江省新增新冠肺炎确诊病例2例（绥芬河市本土2例）。
12月20日，黑龙江省新增新冠肺炎确诊病例1例（东宁市）。
12月25日、26日，绥芬河市青云小区东宁市中心社区分别由中风险地区调整为低风险地区。
12月28日，黑龙江省新增新冠肺炎确诊病例1例（黑河市）。自12月29日12时起，黑河市爱辉区喇嘛台社区学府佳苑小区调整为中风险地区。
12月30日，黑龙江省新增新冠肺炎确诊病例2例（黑河市爱辉区）。

### 2021年

#### 1月
1月1日，黑河市疫情防控指挥部研究决定，即日起黑河籍人员暂时禁止由黑河瑷珲机场乘机离开黑河城区。
1月2日，黑河市新增4例确诊病例，均为前期无症状感染者订正确诊病例。截至1月2日20时，黑河市爱辉区金融社区省建材楼所在小区、喇嘛台社区学府佳苑小区、热电社区新生活家园小区、金兰社区电业名苑小区、热电社区天丝小区为中风险地区。
1月3日零时起，黑河市暂停市区内公交车、出租车运营，具体恢复时间另行通知。当日，黑龙江省新增新冠肺炎确诊病例1例（黑河市爱辉区）。
1月5日，黑龙江省新增新冠肺炎确诊病例1例（黑河市爱辉区），绥芬河市确诊病例和无症状感染者全部清零。
1月7日，黑河市通过对确诊病例赵某的密接者开展核酸检测筛查，新确定确诊病例1例。自1月7日11时起，黑河市爱辉区人保财险社区水岸华府小区10A楼确定为中风险地区。
1月11日，绥化市召開記者會，称望奎縣人民醫院9日在門診就診患者「應檢盡檢」中發現王某鶴（女）核酸檢測呈陽性。在對密接者和次密接者進行全面排查後，有20人咽拭子採樣呈陽性，經專家組診斷均為無症狀感染者。绥化市将望奎县惠七满族镇惠七村調整為中風險地區，對其所居住和生活的惠七鎮惠七村李景華屯和佳興小區及時封控；對望奎縣實行封城，所有小區村屯封閉管理。對王某鶴曾就診過的望奎縣人民醫院全面消毒。停止舉辦聚集性活動，實體教育機構、娛樂場所、個人診所一律關停，養老機構實施封閉式管理。對全市加強嚴管嚴控，嚴控人員出入，非必要不得離開綏化，确需離開的須持有3日內核酸檢測陰性證明。藥店嚴格執行填報系統，所有冷鏈運輸物品和非冷鏈運輸、快遞包裹等建立信息台帳，強化溯源管理。截至当日20时，绥化市现有无症状感染者45例，确诊病例1例，系首例发现的无症状感染者王某鹤转为新冠肺炎确诊病例普通型。
1月12日，齐齐哈尔市昂昂溪区对3名绥化市望奎县返齐人员管控并核酸检测阳性，对其密切接触者同时进行排查检测时，发现4名核酸检测阳性人员。上述7人经专家结合临床检查，诊断为新冠肺炎无症状感染者，均在昂昂溪区大五福玛村。齐齐哈尔市应对新冠疫情工作领导小组指挥部研究决定，自1月13日8时起，将齐齐哈尔市昂昂溪区大五福玛村调整为中风险地区。同日晚，哈尔滨市报告1例新冠肺炎确诊病例，系望奎县返哈人员，由哈尔滨市香坊区及医疗机构对望奎县返哈人员进行逐一排查和核酸检测时发现，经市级专家组会诊确定。当日黑龙江省新增新冠肺炎确诊病例16例（望奎县13例无症状感染者转为确诊病例，哈尔滨市香坊区3例）。治愈出院确诊病例1例（黑河市爱辉区）。新增无症状感染者12例（望奎县2例、绥化市北林区2例，齐齐哈尔市昂昂溪区7例、大箐山县1例），均为望奎县惠七镇惠七村确诊病例、无症状感染者的密切接触者和密接的密接。当天，正在北京開會的黑龍江省委書記張慶偉專程請假返黑，連夜主持召开會議，宣布全省進入緊急狀態。
1月13日，黑龙江省召开疫情防控新闻发布会。绥化市常务副市长董文琴说，经过基因测序，绥化疫情与大连疫情病毒毒株100%同源。绥化市望奎县惠七镇调整为高风险地区，望奎县其他地区列为中风险地区。当日0时至19时，黑龙江全省新增确诊病例40例，其中绥化市望奎县36例，哈尔滨市香坊区2例，绥化市北林区2例无症状感染者订正为确诊病例。伊春市自即日起在全市范围内开展免费核酸检测工作。铁力市自1月13日7时起关闭所有进出城口，关闭火车站候车大厅和进站通道，禁止旅客进站上车；长途客车、通乡通村客运车辆临时停运；出租车仅限城区内运营。当日19时至24时，黑龙江省新增确诊病例3例。
1月14日，綏化市召開新聞發布會。相关负责人表示，截至當天下午5時，綏化市累計確診病例92宗，另有110宗無症狀感染者。当日，黑龙江省新增新冠肺炎确诊病例43例（绥化市望奎县，其中13例为望奎县无症状感染者转为确诊病例）。
1月15日起，哈尔滨市香坊区香坊大街街道办事处香中社区古香街12号，大庆路街道办事处电塔小区101栋7单元，和平路街道办事处风华社区石化小区9栋6单元、上东社区万象上东小区E栋2单元疫情风险等级调整为中风险地区。当日，黑龙江省新增新冠肺炎确诊病例23例（绥化市望奎县21例，其中7例为望奎县无症状感染者转为确诊病例，绥化市北林区1例，绥化安达市1例）。
1月16日，大庆市新增新冠肺炎确诊病例1例（龙凤区），为黑龙江省安达市无症状感染者的密切接触者。肇东市应对新型冠状病毒感染肺炎疫情工作指挥部发出公告，要求全市城乡没有接受核酸检测的人员必须立即就近检测，如不检测将采取集中隔离措施。此外，全市辖区所有出入口全部封闭，城市公交车、出租车、通乡通村客车等各种营运车辆全部停运，私家车、电动车等其他车辆一律不得上路行驶，疫情防控工作用车、企业和单位职工通勤用车和专用特种车辆凭指挥部统一发放的通行证出行；小区居民每人每天凭证出行2次。当日黑龙江省新增新冠肺炎确诊病例12例（绥化市望奎县11例，其中6例为望奎县无症状感染者转为确诊病例，大庆市龙凤区1例）。
1月17日，齐齐哈尔公路客运总站暂停运营。当日黑龙江省新增新冠肺炎确诊病例7例（绥化安达市4例，绥化市北林区2例，绥化海伦市无症状感染者转为确诊病例1例）。
1月18日，黑龙江省新增新冠肺炎确诊病例27例（绥化安达市2例，绥化市北林区无症状感染者转为确诊病例1例，齐齐哈尔市昂昂溪区无症状感染者转为确诊病例1例，绥化市望奎县23例，其中望奎县无症状感染者转为确诊病例8例）。当日，望奎縣政府發布步加強城鄉人員管控的公告，要求全縣城鄉居民一律禁止離開家門，私家車輛一律禁止上路，時間暫定一周；嚴禁食宿聚集，所有鄉鎮食堂取消堂食，提倡一人一間。
1月19日，黑龙江省新增新冠肺炎确诊病例16例（绥化市望奎县，其中望奎县无症状感染者转为确诊病例1例）。当日，望奎县16名党员干部和公职人员因疫情防控不力被追责问责。
1月20日起，望奎县全域调整为高风险地区。哈尔滨市暂时关闭和停止一些容易引发疫情传播的场所和活动。当日黑龙江省新增新冠肺炎确诊病例68例（绥化市望奎县65例，其中望奎县无症状感染者转为确诊病例19例，绥化海伦市2例，哈尔滨市道里区1例）。
1月21日，哈尔滨市新增新冠肺炎确诊病例10例，均为黑龙江正大实业有限公司员工。疾控中心在1月19日、20日又连续两次对该企业食品厂采样1650份，其中屠宰车间脏区走廊、净区走廊和更衣室外环境、冷库外环境和食品外包装检出阳性。当日，黑龙江省新增新冠肺炎确诊病例47例（绥化市望奎县35例，其中望奎县无症状感染者转为确诊病例7例。绥化海伦市无症状感染者转为确诊病例1例，大庆市肇州县无症状感染者转为确诊病例1例，哈尔滨市利民开发区7例，哈尔滨市呼兰区3例）。
1月22日12时起，哈尔滨市呼兰区兰河街道等八个地区风险等级调整为中风险地区。当日黑龙江省新增新冠肺炎确诊病例56例（绥化市望奎县40例，其中望奎县无症状感染者转为确诊病例20例。哈尔滨市利民开发区7例，其中利民开发区无症状感染者转为确诊病例2例。绥化海伦市无症状感染者转为确诊病例6例，绥化安达市无症状感染者转为确诊病例1例，哈尔滨市呼兰区2例）。
1月23日，黑龙江省新增新冠肺炎确诊病例29例（绥化市望奎县26例，哈尔滨市利民开发区3例）。治愈出院确诊病例7例（绥化市望奎县6例，黑河市爱辉区1例），黑河市爱辉区确诊病例清零。当日，哈尔滨市疾控中心对正大实业有限公司聚集性疫情部分病例标本进行了基因测序，结果显示与望奎病例同源。
1月24日，黑龙江省新增新冠肺炎确诊病例35例（绥化市望奎县15例，哈尔滨市呼兰区12例，绥化安达市1例，哈尔滨市香坊区1例，哈尔滨市利民开发区4例，绥化市北林区1例，哈尔滨市道外区1例），其中无症状感染者转为确诊病例17例（绥化市望奎县5例，哈尔滨市呼兰区10例，绥化安达市1例，哈尔滨市香坊区1例）。
1月25日，黑龙江省新增新冠肺炎确诊病例53例，其中无症状感染者转为确诊病例25例（绥化市望奎县15例，绥化安达市1例，哈尔滨市道里区1例，哈尔滨市道外区1例。哈尔滨市呼兰区12例，其中由无症状感染者转为确诊病例6例。哈尔滨市利民开发区5例，其中由无症状感染者转为确诊病例1例。绥化海伦市由无症状感染者转为确诊病例17例，哈尔滨市南岗区由无症状感染者转为确诊病例1例）。
1月26日，哈尔滨市利民开发区裕田街道调整为高风险地区。截至当日，黑龙江省共有2个高风险地区、28个中风险地区。此外，海伦市永富镇东大村、永富镇众发村调整为高风险区；永富镇思源村、同发村，丰山乡丰庆村、丰山村、丰荣村，福民乡永兴村，伦河镇锦绣嘉园小区等地调整为中风险区。当日，黑龙江省新增新冠肺炎确诊病例29例（绥化市望奎县17例，哈尔滨市呼兰区3例，哈尔滨市利民开发区8例，哈尔滨市道外区1例）。
1月27日，黑龙江省新增新冠肺炎确诊病例28例（绥化市望奎县17例，哈尔滨市呼兰区7例，哈尔滨市利民开发区4例），其中绥化市望奎县无症状感染者转为确诊病例5例。
1月28日，黑龙江省新增新冠肺炎确诊病例21例，其中由哈尔滨市呼兰区无症状感染者转为确诊病例1例（绥化市望奎县12例，哈尔滨市呼兰区8例，哈尔滨市南岗区1例）。
1月29日，黑龙江省新增新冠肺炎确诊病例27例，其中由哈尔滨市利民开发区无症状感染者转为确诊病例1例（绥化市望奎县10例，哈尔滨市呼兰区11例，哈尔滨市利民开发区4例，哈尔滨市道里区2例）。
1月30日，黑龙江省新增新冠肺炎确诊病例9例（绥化市望奎县4例，哈尔滨市呼兰区2例，哈尔滨市利民开发区2例，哈尔滨市道里区1例）。哈尔滨市呼兰区呼兰街道风险等级调整为高风险地区。
1月31日，哈爾濱市紀委監委發布通報，就黑龙江正大实业有限公司疫情防控工作履職不力的12名黨員幹部追責問責。当日，黑龙江省新增新冠肺炎确诊病例22例（绥化市望奎县9例，哈尔滨市呼兰区6例，哈尔滨市利民开发区3例，哈尔滨市道里区2例，哈尔滨市南岗区2例）。

#### 2月
2月1日，黑龙江省新增新冠肺炎确诊病例8例，其中2例（哈尔滨市利民开发区1例，哈尔滨市呼兰区1例）是由无症状感染者转为确诊病例，6例（绥化市望奎县2例，哈尔滨市道里区1例，哈尔滨市利民开发区3例）是当地在对集中隔离的密切接触者开展主动核酸筛查中发现的。
2月2日，哈尔滨市利民开发区利民街道调整为高风险地区。当日黑龙江省新增新冠肺炎确诊病例6例，2例（绥化市望奎县）是在对重点人群开展主动核酸筛查中发现的，2例（哈尔滨市呼兰区）是在对全员开展主动核酸筛查中发现的，2例（哈尔滨市道外区）是在对居家隔离人员开展核酸“应检尽检”中发现的。
2月3日，黑龙江省新增新冠肺炎确诊病例4例（绥化市望奎县3例，哈尔滨市呼兰区1例），均是在对集中隔离点的密切接触者开展核酸筛查中发现的。
2月4日，黑龙江省新增新冠肺炎确诊病例5例，2例（绥化市望奎县1例,哈尔滨市呼兰区1例）为无症状感染者转为确诊病例，2例（绥化市望奎县）是在对重点人群进行核酸筛查中发现的，1例（哈尔滨市利民开发区）是在对集中隔离点的密切接触者进行核酸检测中发现的。
2月5日，黑龙江省新增新冠肺炎确诊病例3例（绥化市望奎县），1例为无症状感染者转为确诊病例，2例是在对集中隔离的密切接触者进行核酸检测中发现的。
2月17日，黑龙江省新增新冠肺炎确诊病例1例，为境外输入病例（由日本鹤见市进入哈尔滨市）。
2月18日，哈尔滨市利民开发区裕田街道、呼兰区建设路街道风险等级调整为低风险，哈尔滨市高、中风险区域全部清零，全市各区域均为低风险。2月23日零时起，全市经营证照齐全、符合防控要求的电影院、小旅店、咖啡厅可有序恢复开放。
2月22日，望奎县疫情风险等级由中风险地区调整为低风险地区，至此黑龙江全省各地均为低风险地区。
2月28日，黑龙江省现有确诊病例、无症状感染者全部清零。

#### 4月
4月24日，望奎县对核酸检测阳性康复人员健康管理过程中，主动筛查发现1例复阳人员。同日，黑龙江省新增1例境外输入无症状感染者。

#### 5月
5月17日，黑龙江省新增新冠肺炎确诊病例1例（境外输入）。
5月23日，黑龙江省新增新冠肺炎确诊病例1例（境外输入）。

#### 8月
8月15日，黑龙江省新增境外输入新冠肺炎确诊病例1例。
8月19日，黑龙江省新增境外输入新冠肺炎确诊病例1例。
8月26日，黑龙江省新增境外输入新冠肺炎确诊病例1例。

#### 9月
9月2日，黑龙江省新增境外输入新冠肺炎确诊病例1例。
9月20日，黑龙江省新增境外输入新冠肺炎确诊病例2例。
9月21日，哈尔滨市巴彦县第二人民医院报告新增新冠病毒阳性感染者1例。该感染者于9月7日从江西省抵达哈尔滨，曾连续3天玩剧本杀。哈尔滨市应对新冠肺炎疫情工作指挥部发布第28号公告称，倡议广大市民群众非必要不离哈，确需离哈的需凭健康码绿码通行，并持有48小时内核酸检测阴性证明；麻将馆、洗浴、影院、剧院空间相对密闭场所暂停营业；同时阳性感染者活动轨迹所涉及的区域，有序开展核酸筛查。当日0-18时，哈尔滨市发现新冠肺炎确诊病例3例，均在巴彦县。其中病例2、病例3为菲律宾境外返哈解除隔离人员，于8月3日从菲律宾尼诺阿基诺国际机场乘坐5J308航班入境广州白云机场，在广州医学隔离14天，8月18日解除集中隔离后，当日乘坐广州JD5165航班抵达哈尔滨太平国际机场，8月18日至9月1日在巴彦县家中居家隔离14天，期间核酸检测均为阴性，于9月1日解除隔离。9月21日，作为病例1的密切接触者在主动筛查中发现。9月21日24时起，哈尔滨市巴彦县兴隆镇（兴隆林业局有限公司街道办事处）利民家园小区、安民家园小区调整为中风险地区。
9月22日起，哈尔滨全市幼儿园、中小学校停止线下教学一周，转为线上教学。同日，哈尔滨召开发布会，会上说，9月21日18时至22日16时，哈尔滨市新增新冠肺炎确诊病例8例（其中3例由重点人群筛查阳性转为确诊病例）。其中，巴彦县7例，南岗区1例。当日起，巴彦县除保障民生用品的超市、药店、粮油店等场所外的空间相对密集场所全部关停；公共交通工具暂停营运；巴彦县巴彦镇、兴隆镇、西集镇、洼兴镇实行交通信号灯红灯管制，除疫情防控车辆、医疗救护车、消防车、水电抢修车、医疗救援物资运输车、生产生活必须物资运输车等，其他车辆禁止上路行驶；所有确诊病例所在单元实行集中隔离，所在小区实行居家隔离，全省进入应急状态。哈尔滨市南岗区爱达88小区，巴彦县兴隆镇（兴隆林业局有限公司街道办事处）安民新城小区、恒隆花园小区A栋，兴隆林业局文化家园1号楼、兴隆林业局平安居1号楼，巴彦县兴隆林业局社区卫生服务中心调整为中风险地区。当日12-24时，黑龙江省新增新冠肺炎本土确诊病例3例（哈尔滨市巴彦县3例）。
9月23日，绥化发布通告，暂停举办大型会议、活动、论坛、培训、演出、展销促销等聚集性活动；肇东市、兰西县、庆安县、北林区四个县（市、区）域内线下培训机构、麻将馆、棋牌室、歌舞厅、酒吧、洗浴、足疗店、按摩院、游戏厅、网吧、台球室、室内儿童游乐项目、室内健身场所、体育场馆、电影院、个体诊所暂停营业；福利机构、养老服务机构、精神卫生服务机构和公安司法行政监所暂时实行封闭管理；景区景点限流。进出绥化人员须提供48小时内核酸检测阴性证明。当日黑龙江省新增新冠肺炎本土确诊病例15例（哈尔滨市巴彦县15例），為德尔塔毒株。
9月24日，黑龙江省新增新冠肺炎本土确诊病例8例（哈尔滨市巴彦县8例）。牡丹江市疾控中心表示，经哈尔滨市疾控中心排查，确诊病例的一名密切接触者曾与确诊病例共同参加婚礼。
9月25日，哈尔滨市巴彦县兴隆镇兴隆林业局有限公司街道办事处全域调整为高风险地区。当日，黑龙江省新增新冠肺炎本土确诊病例4例（哈尔滨市松北区1例、巴彦县1例、木兰县1例；绥化市北林区1例）；新增本土无症状感染者2例（绥化市北林区2例）。
9月26日，巴彦县通报，大部分确诊病例轨迹涉及多场婚礼。自当日起，哈尔滨市巴彦县兴隆镇浩鹏世纪花园小区、恒隆花园小区，巴彦镇中兴家园小区、盛隆国际小区、木兰县木兰镇香江水岸小区调整为中风险地区。当日，黑龙江省新增新冠肺炎本土确诊病例11例（哈尔滨市松北区1例、巴彦县9例、木兰县1例)；新增本土无症状感染者3例（哈尔滨市巴彦县2例，绥化市北林区1例）。
9月27日起，绥化市北林区鑫港湾小区调整为中风险等级实行封控管理，哈尔滨市松北区万达秀园小区调整为中风险地区。当日，黑龙江省新增新冠肺炎本土确诊病例11例（哈尔滨市松北区3例、巴彦县8例），其中哈尔滨南岗区确诊女患者家中的3只猫因两次核酸检测呈阳性，要求被执行安乐死。
9月28日，黑龙江省新增新冠肺炎本土确诊病例8例（哈尔滨市香坊区1例、松北区2例、巴彦县5例），新增本土无症状感染者2例（哈尔滨市巴彦县1例、绥化市北林区1例）。当日，哈尔滨市人民政府新闻办公室举行疫情防控新闻发布会，哈尔滨市疾控中心专家表示病例发现时均处于发病早期，且疫情感染来源不清楚，通过多场婚礼婚宴、多人共同游戏、共同居住、多次聚餐等感染后造成传播；病毒传播速度非常快，传播能力很强。因巴彦县疫情防控不力，哈尔滨市纪委、监委责成松北区委、区政府，巴彦县委、县政府向哈尔滨市委、市政府作出深刻检查，多名官员被追责问责。
9月29日，黑龙江省新增新冠肺炎本土确诊病例6例（哈尔滨市南岗区1例、巴彦县5例）。
9月30日，黑龙江省新增新冠肺炎本土确诊病例10例（哈尔滨市香坊区1例、阿城区1例、巴彦县8例，其中无症状感染者转确诊1例）。专家介绍称，多名病例在被确定为密切接触者后仍居留在家中，次日才被转运到集中隔离点；另外多名病例在居家隔离期间存在外出自由活动现象。哈尔滨市道里区、香坊区对部分履职不力党员干部追责问责。

#### 10月
10月1日，黑龙江省新增新冠肺炎本土确诊病例2例（哈尔滨市阿城区1例、巴彦县1例），新增本土无症状感染者1例（哈尔滨市松北区1例）。
10月2日，黑龙江省新增新冠肺炎本土确诊病例1例（哈尔滨市巴彦县1例）。
10月3日，黑龙江省新增境外输入确诊病例2例（哈尔滨市报告2例）；新增本土确诊病例1例（哈尔滨市巴彦县1例）。
10月4日，黑龙江省无新增本土确诊病例、无症状感染者，新增境外输入确诊病例1例（哈尔滨市报告）。
10月5日，黑龙江省新增境外输入确诊病例1例（哈尔滨市报告），新增本土确诊病例1例（哈尔滨市巴彦县1例）。
10月7日，黑龙江省卫生健康委员会党组成员、副主任葛洪表示，此次哈尔滨疫情已经基本得到有效控制，疫情外溢的风险基本消除，本土扩散的风险基本阻断，再次引发规模性疫情的风险较低，疫情将进入拖尾和清零阶段。
10月14日15时起，哈尔滨市巴彦县巴彦镇公园丽景小区、盛隆国际小区调整为低风险地区，全市中高风险地区清零。翌日0时起，哈尔滨市终止疫情防控应急响应，除巴彦县仍需管控外，其他区县（市）实行常态化疫情管控，有序恢复正常生产生活秩序。因疫情影响需要关闭的各类经营场所、活动和景区景点恢复正常开放，离哈不再查验48小时内核酸检测阴性证明。
10月16日，黑龙江省新增境外输入新冠肺炎确诊病例1例。
10月23日，黑龙江省新增境外输入新冠肺炎确诊病例1例（哈尔滨市报告）。
10月27日，黑龙江省黑河市通报本土新冠病毒核酸检测初筛阳性病例1例，後诊断为新冠肺炎确诊病例(轻型)。当日黑河市新增本土无症状感染者3例。当日起，黑河市交通运输局采取交通管制措施，黑河公路客运站取消所有班车暂停营运，火车站、机场暂停对外发送旅客，公交车发车频次降低50%、上座率控制在40%以内，出租车实行单双号限行。28日起黑河城区公交车、出租车全部停运，K2209、K7032次列车始发站暂时调整为北安站。黑河市户籍人员的龙江健康码也从绿码变成黄码，全市中小学实行紧急停课。
10月28日起，黑河市除保障社会生活运转的水电油气暖和通信保障等部门外，一律停工停产停业；除承担疫情防控任务和从事生活运转保障的工作人员外，严禁人员流动。超市、仓买、食杂店、药店在严格落实疫情防控要求的前提下，限时限流营业；对所有居民小区、市城区周边村屯实施封闭管理；城区内实施交通管制，公交车、出租车一律停运，除医疗救护、生活生产保障、应急救援、疫情防控、“爱心车队”的车辆外，其他车辆无极特殊原因的，一律禁止通行；市区内车辆、人员一律不得出城，除生活物资保障、能源运输、医疗物品运输车辆外，其他人员车辆非必要不得入城。哈尔滨市发布公告，倡导广大市民群众非必要不离哈、不出省，离哈时需持48小时内核酸检测阴性证明，返哈后须再进行一次核酸检测，结果阴性的方可返岗工作。严格控制大型会议、活动、论坛、培训等聚集性活动。当日黑龙江省新增新冠肺炎本土确诊病例9例（均在黑河市爱辉区），含3例由无症状感染者转为确诊病例（均在黑河市爱辉区）。
10月29日，黑龙江省新增新冠肺炎本土确诊病例26例（均在黑河市爱辉区），新增本土无症状感染者1例（黑河市爱辉区）。
10月30日，哈尔滨市香坊区报告，在对黑河市抵返哈隔离人员进行核酸筛查时，发现1例初筛阳性感染者，系居家隔离期间检测发现，闭环转运至哈尔滨市第六医院，后被确诊。自当日18时起，离哈人员须持48小时内核酸检测阴性证明、凭健康码绿码通行，密闭场所暂停营业。个体诊所暂停营业，各宗教场所暂停对外开放，暂停集体宗教活动；暂停举办大型会议、活动、论坛、培训、演出、展销促销等；暂停游园、庙会、集市、民俗、文艺演出、广场舞等群众性活动。翌日起，齐齐哈尔市民众离开市域须持有48小时内核酸检测阴性证明；全市进入应急状态。当日黑龙江省新增新冠肺炎本土确诊病例19例（黑河市爱辉区18例，哈尔滨市香坊区1例），含1例由无症状感染者转为确诊病例（黑河市爱辉区）；哈尔滨市香坊区恒大时代广场一期调整为中风险地区。
10月31日，黑龙江省新增新冠肺炎本土确诊病例27例（黑河市爱辉区25例，哈尔滨市平房区2例），均为集中隔离或居家隔离管控期间主动排查发现。

#### 11月
11月1日起，哈尔滨市幼儿园、中小学校（含中职学校）暂时停止线下教学一周，转为线上教学。当日黑龙江省新增新冠肺炎本土确诊病例27例（黑河市爱辉区26例，哈尔滨市平房区1例）。
11月2日，黑龙江省新增新冠肺炎本土确诊病例35例（黑河市爱辉区35例），新增本土无症状感染者1例（哈尔滨市平房区1例）。
11月3日起，黑河市应对新型冠状病毒感染肺炎疫情工作领导小组指挥部决定从3日起关闭所有经营场所，对市区居民生活必需品实行配送保障供应。当日，黑龙江省新增新冠肺炎本土确诊病例45例（黑河市爱辉区44例、哈尔滨市平房区1例），新增本土无症状感染者1例（哈尔滨市平房区1例），均为集中隔离或居家隔离管控期间主动排查发现。
11月4日，黑龙江省新增新冠肺炎本土确诊病例28例（黑河市爱辉区28例），均为集中隔离或居家隔离管控期间主动排查发现。
11月5日，黑龙江省新增新冠肺炎本土确诊病例16例（黑河市爱辉区16例），新增本土无症状感染者1例（哈尔滨市平房区1例）。
11月6日，黑龙江省新增新冠肺炎本土确诊病例6例（黑河市爱辉区6例），均为集中隔离或居家隔离管控期间主动排查发现。
11月7日，黑龙江省新增新冠肺炎本土确诊病例6例（黑河市爱辉区6例），均为集中隔离或居家隔离管控期间主动排查发现。
11月8日，黑龙江省新增新冠肺炎本土确诊病例8例（黑河市爱辉区7例、哈尔滨市平房区1例），含1例由无症状感染者转为确诊病例（哈尔滨市平房区），均为集中隔离或居家隔离管控期间主动排查发现。
11月9日，黑龙江省新增新冠肺炎本土确诊病例4例（黑河市爱辉区4例），均为集中隔离或居家隔离管控期间主动排查发现。
11月10日，黑龙江省新增新冠肺炎本土确诊病例7例（黑河市爱辉区7例），均为集中隔离或居家隔离管控期间主动排查发现。
11月11日，黑龙江省新增境外输入新冠肺炎确诊病例2例（韩国、日本输入各1例）；新增本土新冠肺炎确诊病例5例（黑河市爱辉区5例），均为集中隔离期间主动排查发现。
11月12日，黑龙江省新增本土新冠肺炎确诊病例2例（黑河市爱辉区2例），均为集中隔离期间主动排查发现。
11月13日，黑龙江省新增本土新冠肺炎确诊病例2例（黑河市爱辉区2例），均为集中隔离期间主动排查发现。
11月14日，黑龙江省新增本土新冠肺炎确诊病例2例（黑河市爱辉区2例），均为集中隔离期间主动排查发现。
11月15日，黑龙江省新增本土新冠肺炎确诊病例2例（黑河市爱辉区2例），均为集中隔离期间主动排查发现。
11月17日，哈尔滨市平房区金色嘉园小区二期（7号、8号、9号楼）调整为低风险地区，哈尔滨市全域均为低风险，并于翌日起终止疫情防控应急响应，有序恢复常态化疫情防控下生产生活。在哈人员持健康码“绿码”，可在测温正常且做好个人防护的前提下自由有序流动，离哈不再查验48小时内核酸检测阴性证明；部分场所在严格执行常态化疫情防控措施的前提下，有序恢复营业活动。
11月28日，讷河市发现1例核酸检测阳性人员，闭环转运至齐齐哈尔市定点医院进一步诊断，后被确认为无症状感染者。29日起，出入齐齐哈尔市域人员均须提供48小时核酸检测阴性报告。

#### 12月
12月2日，哈尔滨市发现1例本土新冠肺炎确诊病例、2例初筛阳性感染者，均为内蒙古满洲里市确诊病例的在哈密切接触者。该市随后发布通告，要求所有进出哈人员及进出哈市各县（市）的人员须持48小时内核酸检测阴性证明、凭健康码绿码通行；棋牌室（麻将馆）、洗浴、影院、剧院、歌厅、舞厅、足疗店、按摩院、游戏厅、网吧、剧本杀、桌游吧、密室逃脱、室内体育健身场所、室内儿童游乐项目、位于地下室或半地下室的小旅店、各类线下教育培训机构等空间相对密闭的场所暂停营业。各宗教场所暂停对外开放，暂停集体宗教活动；暂停举办大型会议、活动、论坛、培训、演出、展销促销等；暂停游园、庙会、集市、民俗、广场舞等群众性活动；个体诊所暂停营业；各类药店暂停销售退热、抗生素、抗病毒、咳嗽感冒类药品。对主动进行核酸检测以及自觉身体不适，主动前往医疗机构就诊并说明情况，核酸检测结果为阳性的人员，经核实后奖励1万元人民币。当日黑龙江省新增本土确诊病例10例（哈尔滨市南岗区6例、香坊区3例、道外区1例）。該感染者據傳曾於哈爾濱市的KTV中與朋友進行嫖娼活動，參與嫖娼的共有3男（包含此病例）5女，5位女性均為其電召的陪酒女，此5人中據傳有1人為未成年人。
12月3日，黑龙江省新增本土确诊病例5例（哈尔滨市南岗区2例、香坊区3例），均为集中隔离观察期间发现。
12月4日，哈尔滨发布通告，要求市民群众非必要不离哈，确须离哈的要经所在单位、社区（村屯）和属地区县（市）指挥部批准，并须持48小时内2次（间隔≥24小时）核酸检测阴性证明，凭“龙江健康码”绿码通行。主城区内人员和车辆非必要不出主城区，确须出主城区的要按照离哈人员严格审批；外地来哈人员和哈市其他区县（市）人员非必要不进出主城区，确须进出主城区的须持24小时内核酸检测阴性证明；应急、就医、防疫、重要公务、民生保障等相关人员和车辆不受限制，但须持48小时内核酸检测阴性证明，在做好防护的前提下，凭“龙江健康码”绿码通行。暂停全市长途公路客运，暂停主城区与其他区县（市）以及县（市）之间的公共交通。各单位实行弹性工作制、错峰上下班，积极倡导网上办公、居家办公。所有社会餐饮服务单位（含提供堂食的食品销售单位）暂停堂食，禁止一切聚餐活动。除保障人民群众日常生活必需的经营场所以外的所有商业门店暂停营业。当日黑龙江省新增本土确诊病例10例（哈尔滨市南岗区6例、香坊区4例），其中集中隔离观察期间发现8例、全员核酸筛查发现1例、主动就诊发现1例。
12月5日，黑龙江省新增本土确诊病例7例（哈尔滨市南岗区5例、道里区1例、松北区1例），其中集中隔离观察期间发现6例、全员核酸筛查发现1例。
12月6日，黑龙江省新增本土确诊病例2例（哈尔滨市南岗区1例、香坊区1例），其中集中隔离观察期间发现1例、全员核酸筛查发现1例。
12月7日，黑龙江省新增本土确诊病例1例（哈尔滨市香坊区1例），为集中隔离观察期间发现。
12月8日，黑龙江省新增本土确诊病例4例（哈尔滨市道里区2例、香坊区1例、南岗区1例），其中集中隔离观察期间发现3例、全员核酸筛查发现1例。
12月9日，黑龙江省新增本土确诊病例2例（哈尔滨市南岗区2例），其中1例为集中隔离观察期间发现，1例为外省推送密切接触者发现。当日治愈出院本土确诊病例1例（黑河市爱辉区），黑河市本土确诊病例清零。
12月11日，黑龙江省新增本土确诊病例1例（哈尔滨市道外区1例），为集中隔离观察期间发现的，集中隔离期间10次核酸检测结果均为阴性。
12月12日，黑龙江省新增本土核酸检测初筛阳性人员5例，位於讷河市。後來5人中1例为确诊病例，4例为无症状感染者。
12月20日，黑龙江省新增本土无症状感染者1例（黑河市爱辉区）。

### 2022年

#### 1月
1月25日，绥芬河市在区域核酸检测中发现12人核酸检测结果呈阳性。经诊断，3人为确诊病例，9人为无症状感染者。另外东宁市在区域核酸检测中发现1例新冠肺炎核酸阳性人员（绥芬河市返回东宁市人员），经复核、会诊，诊断为新冠肺炎确诊病例（轻型）。当日黑龙江省新增本土确诊病例4例（绥芬河市3例、东宁市1例），新增本土无症状感染者9例（绥芬河市9例）。
1月26日，黑龙江省新增本土确诊病例5例（绥芬河市5例），含1例由无症状感染者转为确诊病例；新增本土无症状感染者11例（绥芬河市9例、东宁市1例、肇东市1例）。
1月27日，黑龙江省新增本土确诊病例9例（绥芬河市9例），新增本土无症状感染者9例（绥芬河市6例、东宁市3例）。
1月28日，黑龙江省新增本土确诊病例2例（绥芬河市2例），均为集中隔离管控期间筛查发现。
1月29日0-12时，黑龙江省新增本土确诊病例4例（绥芬河市4例），新增本土无症状感染者12例（绥芬河市10例、林口县2例），均为集中隔离管控期间筛查发现。12-24时，黑龙江省新增本土确诊病例4例（绥芬河市4例），均在密接者排查、重点人群管控筛查中发现。
1月30日，黑龙江省新增本土确诊病例1例（绥芬河市1例），新增本土无症状感染者4例（拜泉县4例），均在集中隔离管控期间筛查发现。

#### 2月
2月6日，黑龙江省新增本土无症状感染者5例，均位於黑河市爱辉区。
2月7日，黑龙江省新增本土无症状感染者2例（黑河市爱辉区2例），1例为区域核酸检测筛查发现，1例为集中隔离管控筛查发现。
2月8日，黑龙江省新增本土无症状感染者1例（黑河市爱辉区），为集中隔离管控筛查发现。
2月10日，黑龙江省新增本土无症状感染者2例（黑河市爱辉区2例），均为区域核酸检测筛查发现。
2月11日，黑龙江省新增境外输入确诊病例1例（哈尔滨市报告，韩国输入），新增境外输入无症状感染者1例（哈尔滨市报告，韩国输入）。
2月13日，黑龙江省新增本土无症状感染者1例（黑河市爱辉区），为居家隔离管控筛查发现。
2月14日，黑龙江省新增境外输入确诊病例1例（哈尔滨市报告，日本输入）。
2月18日，黑龙江省新增本土无症状感染者2例（黑河市爱辉区2例），均在对风险人员主动排查中检测发现。
2月20日，黑龙江省新增本土确诊病例2例（鸡东县2例），新增本土无症状感染者2例（鸡东县2例）。
2月23日，黑龙江省新增本土无症状感染者5例（黑河市爱辉区4例，均为对风险人员主动排查检测发现；鸡东县1例，为集中隔离管控筛查发现）。
2月24日，黑龙江省新增境外输入确诊病例1例（哈尔滨市报告，韩国输入）；新增本土无症状感染者3例（黑河市爱辉区3例），均为对风险人员主动排查检测发现；本土无症状感染者转为确诊病例1例（鸡东县1例）。
2月25日，黑龙江省新增本土确诊病例1例（鸡东县），新增本土无症状感染者1例（黑河市爱辉区）。
2月26日，黑龙江省新增本土无症状感染者3例（黑河市爱辉区3例），均为集中隔离管控筛查发现。
2月27日，黑龙江省新增境外输入确诊病例3例（哈尔滨市报告，韩国输入）；新增本土确诊病例4例（绥芬河市3例，其中重点人群应检尽检主动筛查发现1例，集中隔离管控筛查发现2例；黑河市爱辉区1例，为集中隔离管控筛查发现）；新增本土无症状感染者3例（黑河市爱辉区3例，均为集中隔离管控筛查发现）。
2月28日，黑龙江省新增本土确诊病例3例（绥芬河市3例），均为集中隔离管控筛查发现，本土无症状感染者转为确诊病例1例（鸡东县1例）；新增本土无症状感染者5例（绥芬河市4例，佳木斯市向阳区1例），均为集中隔离管控筛查发现。

#### 3月
3月1日，黑龙江省新增本土确诊病例4例（哈尔滨市道外区2例，绥芬河市2例），均为集中隔离管控筛查发现。新增本土无症状感染者12例，其中哈尔滨市道外区6例（均为集中隔离管控筛查发现），绥芬河市4例（集中隔离管控筛查发现3例，重点人群主动检测发现1例），黑河市爱辉区2例（集中隔离管控筛查发现1例，重点人群主动检测发现1例）。
3月2日，黑龙江省新增本土确诊病例1例（哈尔滨市道外区1例），为集中隔离管控筛查发现；新增本土无症状感染者3例（绥芬河市3例），均为集中隔离管控筛查发现。
3月3日，新增境外输入确诊病例1例（哈尔滨市报告，日本输入），为无症状感染者转确诊病例。新增本土确诊病例3例（哈尔滨市道外区3例），新增本土无症状感染者5例（哈尔滨市道外区4例，黑河市爱辉区1例），均为集中隔离管控筛查发现。
3月4日，黑龙江省新增境外输入无症状感染者1例（哈尔滨市报告，韩国输入）；新增本土确诊病例1例（哈尔滨市道外区1例），为集中隔离管控筛查发现。
3月7日，黑龙江省新增境外输入确诊病例1例（哈尔滨市报告，日本输入）。
3月8日，黑龙江省新增本土新冠肺炎确诊病例1例（哈尔滨市香坊区），为外省抵哈人员主动排查发现；新增本土无症状感染者14例（绥芬河市14例），均为集中隔离管控筛查发现。
3月9日，黑龙江省新增境外输入新冠肺炎确诊病例3例（哈尔滨市报告3例，均为韩国输入）；新增本土无症状感染者9例（绥芬河市9例），均为集中隔离管控筛查发现。
3月10日，黑龙江省新增境外输入新冠肺炎确诊病例2例（哈尔滨市报告2例，均为日本输入），新增境外输入无症状感染者2例（哈尔滨市报告2例，日本输入1例、韩国输入1例）；新增本土确诊病例8例（哈尔滨市道外区8例），新增本土无症状感染者2例（哈尔滨市道外区2例），均为对重点人群主动筛查发现。
3月11日，黑龙江省新增境外输入新冠肺炎确诊病例1例（哈尔滨市报告1例，韩国输入）；新增本土确诊病例2例（哈尔滨市道外区2例），新增本土无症状感染者1例（哈尔滨市道外区1例），均为集中隔离管控筛查发现。
3月12日，黑龙江省新增新冠肺炎本土确诊病例3例（哈尔滨市道外区3例），均为集中隔离管控筛查发现。
3月13日，黑龙江省新增新冠肺炎本土确诊病例7例（哈尔滨市7例，其中道外区3例、道里区1例、松北区1例、五常市1例、宾县1例），主动就诊发现2例，区域核酸检测发现1例，居家隔离筛查发现3例，集中隔离管控筛查发现1例；新增本土无症状感染者10例（哈尔滨市8例，其中道里区3例、道外区3例、五常市2例；牡丹江市2例，均在绥芬河市），集中隔离管控筛查发现7例，居家隔离筛查发现3例。
3月14日，黑龙江省新增新冠肺炎本土确诊病例7例（哈尔滨市7例，其中道里区3例、五常市3例、道外区1例），新增本土无症状感染者8例（哈尔滨市7例，其中道里区5例、道外区1例、五常市1例；牡丹江市1例，在绥芬河市），均为集中隔离或居家隔离管控筛查发现。
3月15日，黑龙江省新增新冠肺炎本土确诊病例15例（均在哈尔滨市，其中道里区6例、五常市4例、道外区4例、南岗区1例），新增本土无症状感染者11例（均在哈尔滨市，其中五常市5例、道里区3例、道外区3例），均为集中隔离或居家隔离管控筛查发现。
3月16日，黑龙江省新增新冠肺炎本土确诊病例16例（均在哈尔滨市，其中道外区7例、道里区6例、五常市3例），新增本土无症状感染者13例（均在哈尔滨市，其中五常市6例、道外区4例、道里区3例），均为集中隔离或居家隔离管控筛查发现。
3月17日，黑龙江省新增新冠肺炎本土确诊病例16例（均在哈尔滨市，其中五常市12例、道里区2例、道外区1例、松北区1例），新增本土无症状感染者35例（均在哈尔滨市，其中五常市30例、道里区3例、道外区2例），均为集中隔离或居家隔离管控期间筛查发现，或对风险人员主动排查发现。
3月18日，黑龙江省新增新冠肺炎境外输入确诊病例1例；新增本土确诊病例20例（哈尔滨市五常市20例）；新增本土无症状感染者43例（均在哈尔滨市，其中五常市37例、尚志市3例、道外区2例、道里区1例），均为集中隔离或居家隔离管控期间筛查发现，或对风险人员主动排查发现。
3月19日，黑龙江省新增新冠肺炎境外输入确诊病例1例（哈尔滨市报告，韩国输入）；新增本土确诊病例4例（五常市4例），均在集中隔离或封控区筛查发现，本土无症状感染者转确诊病例14例（五常市14例）；新增本土无症状感染者19例（五常市19例），均在集中隔离或封控区筛查发现。
3月20日，黑龙江省新增新冠肺炎境外输入确诊病例3例（均为哈尔滨市报告，韩国输入3例）；新增本土确诊病例27例（均在哈尔滨市，其中五常市24例、尚志市2例、道外区1例），新增本土无症状感染者14例（均在哈尔滨市，其中五常市9例、尚志市5例），均为隔离管控筛查或风险人员主动排查发现。
3月21日，黑龙江省新增新冠肺炎境外输入确诊病例1例（哈尔滨市报告，韩国输入）；新增本土确诊病例42例（均在哈尔滨市，其中五常市34例、尚志市7例、双城区1例），本土无症状感染者转确诊病例1例（五常市1例），新增本土无症状感染者13例（均在哈尔滨市，其中五常市11例、尚志市2例），新增阳性感染者均为隔离管控筛查发现。
3月22日，黑龙江省新增新冠肺炎境外输入无症状感染者1例（哈尔滨市报告，韩国输入）；新增本土确诊病例13例（均在哈尔滨市，其中五常市10例、尚志市2例、松北区1例），新增本土无症状感染者28例（哈尔滨市27例，其中五常市25例、尚志市1例、松北区1例；黑河市爱辉区1例）。
3月23日，黑龙江省新增新冠肺炎本土确诊病例10例，均在哈尔滨市，其中五常市9例、尚志市1例；新增本土无症状感染者27例，均在哈尔滨市，其中五常市19例、尚志市2例，援助外省方舱医院建设返回后集中隔离人员6例（松北区3例、道外区2例、呼兰区1例）。新增阳性感染者均为集中隔离或居家隔离管控筛查发现。
3月24日，黑龙江省新增新冠肺炎境外输入无症状感染者6例（均为哈尔滨市报告，韩国输入6例）。新增本土确诊病例23例（均在哈尔滨市，其中五常市8例、尚志市3例、松北区2例、外省市输入10例），新增本土无症状感染者13例（哈尔滨市12例，其中五常市2例、尚志市2例、外省市输入8例；黑河市爱辉区1例），均为集中隔离管控筛查发现。
3月25日，黑龙江省新增新冠肺炎本土确诊病例9例（哈尔滨市8例，其中五常市3例、外省输入5例；大庆市大同区外省输入1例），新增本土无症状感染者11例（均在哈尔滨市，其中五常市4例、尚志市1例、外省输入6例），均为集中隔离管控筛查发现。
3月26日，黑龙江省新增新冠肺炎本土确诊病例8例（哈尔滨市7例，其中五常市4例、南岗区2例、尚志市1例；绥化市北林区外省输入1例），新增本土无症状感染者3例（哈尔滨市五常市1例；绥化市北林区外省输入1例；七台河市勃利县外省输入1例），均为隔离管控筛查发现或对风险人员主动排查发现。
3月27日，黑龙江省新增新冠肺炎境外输入确诊病例1例（哈尔滨市报告，韩国输入），新增境外输入无症状感染者1例（哈尔滨市报告，韩国输入）。新增新冠肺炎本土确诊病例10例（哈尔滨市9例，七台河市1例），新增本土无症状感染者15例（哈尔滨市7例，佳木斯市7例，鹤岗市1例），均为集中隔离管控筛查发现或对风险人员主动排查发现。
3月28日，黑龙江省新增新冠肺炎本土确诊病例5例（哈尔滨市4例，大庆市1例），新增本土无症状感染者20例（佳木斯市11例，哈尔滨市6例，绥化市3例），均为集中隔离管控筛查发现或对风险人员主动排查发现。
3月29日，黑龙江省新增新冠肺炎境外输入确诊病例1例（哈尔滨市报告，韩国输入），另有境外输入无症状感染者转确诊病例2例。新增本土确诊病例3例（佳木斯市2例，哈尔滨市1例），另有本土无症状感染者转确诊病例13例（均在佳木斯市），新增本土无症状感染者24例（佳木斯市17例，哈尔滨市6例，伊春市1例），均为集中隔离管控筛查发现或对风险人员主动排查发现。
3月30日，黑龙江省新增新冠肺炎本土确诊病例16例（佳木斯市9例，哈尔滨市4例，牡丹江市2例，绥化市1例），另有本土无症状感染者转确诊病例3例（佳木斯市2例，哈尔滨市1例），新增本土无症状感染者21例（佳木斯市12例，哈尔滨市5例，伊春市2例，绥化市2例），均为隔离管控筛查发现或对风险人员主动排查发现。
3月31日，黑龙江省新增新冠肺炎境外输入无症状感染者2例（哈尔滨市报告，韩国输入）。新增本土确诊病例16例（佳木斯市9例，哈尔滨市5例，大庆市2例），新增本土无症状感染者17例（佳木斯市12例，哈尔滨市3例，黑河市2例），均为隔离管控筛查发现或对风险人员主动排查发现。

#### 4月
4月1日，黑龙江省新增新冠肺炎本土确诊病例21例（哈尔滨市16例，佳木斯市5例），新增本土无症状感染者29例（佳木斯市13例，哈尔滨市8例，黑河市8例），均为隔离管控筛查发现或对风险人员主动排查发现。本日的確診個案中有十三名個案為黑龍江東方學院的學生，起因據傳是一名女學生翻牆出校和校外男友會面，並在此途中確診，並帶回學校。
4月2日，黑龙江省新增新冠肺炎本土确诊病例5例（均在哈尔滨市），新增本土无症状感染者12例（佳木斯市8例，哈尔滨市2例，黑河市1例，伊春市1例），均为隔离管控筛查发现或对风险人员主动排查发现。
4月3日，黑龙江省新增新冠肺炎本土确诊病例15例（哈尔滨市12例，大庆市2例，佳木斯市1例），新增本土无症状感染者9例（佳木斯市5例，哈尔滨市4例），均为隔离管控筛查发现或对风险人员主动排查发现。
4月4日，黑龙江省新增新冠肺炎本土确诊病例17例（哈尔滨市13例，牡丹江市4例），新增本土无症状感染者10例（佳木斯市5例，牡丹江市3例，哈尔滨市1例，黑河市1例），均为集中隔离管控或重点人群筛查发现。
4月5日，黑龙江省新增新冠肺炎本土确诊病例8例（牡丹江市4例，哈尔滨市2例，大庆市2例），新增本土无症状感染者3例（哈尔滨市1例，佳木斯市1例，大庆市1例），均为集中隔离管控期间核酸检测发现。
4月6日，黑龙江省新增新冠肺炎本土确诊病例9例（哈尔滨市5例，牡丹江市3例，黑河市1例），新增本土无症状感染者11例（牡丹江市5例，佳木斯市4例，哈尔滨市1例，大庆市1例），均为隔离管控筛查发现或对风险人员主动排查发现。
4月7日，黑龙江省新增新冠肺炎境外输入确诊病例1例（哈尔滨市报告，韩国输入）。新增本土确诊病例1例（哈尔滨市1例），新增本土无症状感染者5例（佳木斯市3例，哈尔滨市1例，牡丹江市1例），均为集中隔离管控筛查发现。
4月8日，黑龙江省新增新冠肺炎本土确诊病例5例（牡丹江市4例，哈尔滨市1例），新增本土无症状感染者6例（佳木斯市2例，哈尔滨市1例，牡丹江市1例，大庆市1例，黑河市1例），均为集中隔离管控筛查发现。
4月9日，黑龙江省新增新冠肺炎本土确诊病例1例（牡丹江市1例），新增本土无症状感染者1例（牡丹江市1例），均为集中隔离管控筛查发现。
4月10日，黑龙江省新增新冠肺炎境外输入无症状感染者2例（均为哈尔滨市报告，日本输入）。新增本土无症状感染者3例（牡丹江市3例），均为集中隔离管控筛查发现。
4月11日，黑龙江省新增新冠肺炎境外输入无症状感染者1例（哈尔滨市报告，日本输入）。新增本土确诊病例1例（牡丹江市1例），新增本土无症状感染者1例（大庆市1例），均为集中隔离管控筛查发现。
4月12日，黑龙江省新增新冠肺炎境外输入无症状感染者3例（均为哈尔滨市报告，日本输入2例，韩国输入1例）。新增本土确诊病例2例（牡丹江市2例），新增本土无症状感染者2例（牡丹江市2例），均为集中隔离管控筛查或对重点人群主动排查发现。
4月13日，黑龙江省新增新冠肺炎本土确诊病例7例（哈尔滨市7例），新增本土无症状感染者2例（牡丹江市1例，大庆市1例），均为隔离管控期间筛查发现。
4月14日，黑龙江省新增新冠肺炎本土确诊病例7例（哈尔滨市7例），新增本土无症状感染者3例（牡丹江市2例，哈尔滨市1例），均为集中隔离管控期间核酸检测发现。
4月15日，黑龙江省新增新冠肺炎本土确诊病例25例（均在哈尔滨市），新增本土无症状感染者9例（均在哈尔滨市），均为隔离管控期间核酸检测发现或对重点人群主动筛查发现。
4月16日，黑龙江省新增新冠肺炎本土确诊病例32例（均在哈尔滨市），新增本土无症状感染者28例（哈尔滨市26例，牡丹江市2例），均为隔离管控期间核酸检测发现或对重点人群主动排查发现。
4月17日，黑龙江省新增新冠肺炎本土确诊病例30例（均在哈尔滨市），新增本土无症状感染者24例（均在哈尔滨市），均为隔离管控期间核酸检测发现或对重点人群主动排查发现。
4月18日，黑龙江省新增新冠肺炎本土确诊病例64例（均在哈尔滨市），新增本土无症状感染者31例（均在哈尔滨市），均为隔离管控期间核酸检测发现或对重点人群主动排查发现。
4月19日，黑龙江省新增新冠肺炎本土确诊病例45例（均在哈尔滨市），新增本土无症状感染者28例（均在哈尔滨市），均为隔离管控期间核酸检测发现或对重点人群主动排查发现。
4月20日12时至4月25日24时，哈尔滨市道里、道外、南岗、香坊、平房、松北六个主城区实行社会静态化管理。主城区内人员非必要不出主城区，确需出主城区的，须持48小时内2次（间隔≥24小时）核酸检测阴性证明，凭“龙江健康码”绿码通行；非主城区内人员非必要不进出主城区，确需进出的，须持48小时内2次（间隔≥24小时）核酸检测阴性证明，凭“龙江健康码”绿码通行，特定人员不受限制。全市暂停地铁运营，城市公交车辆缩短运营时间，减少发车班次；上路车辆实行尾号限行。当日黑龙江省新增新冠肺炎本土确诊病例42例（均在哈尔滨市），新增本土无症状感染者23例（均在哈尔滨市），均为隔离管控期间核酸检测发现或对重点人群主动排查发现。
4月21日，黑龙江省新增新冠肺炎本土确诊病例34例（均在哈尔滨市），新增本土无症状感染者56例（均在哈尔滨市），均为隔离管控期间核酸检测发现或对重点人群主动排查发现。
4月22日，黑龙江省新增新冠肺炎本土确诊病例31例（均在哈尔滨市），新增本土无症状感染者14例（均在哈尔滨市），均为隔离管控期间核酸检测发现或对重点人群主动排查发现。
4月23日，黑龙江省新增新冠肺炎本土确诊病例26例（均在哈尔滨市），新增本土无症状感染者16例（均在哈尔滨市），均为隔离管控期间核酸检测发现或对重点人群主动排查发现。
4月24日，黑龙江省新增新冠肺炎本土确诊病例26例（均在哈尔滨市），新增本土无症状感染者12例（均在哈尔滨市），均为集中隔离或居家隔离管控期间核酸检测发现。
4月25日，黑龙江省新增新冠肺炎本土确诊病例18例（均在哈尔滨市），新增本土无症状感染者18例（均在哈尔滨市），均为隔离管控期间核酸检测发现或对重点人群主动排查发现。
4月26日，黑龙江省新增新冠肺炎本土确诊病例25例（均在哈尔滨市），新增本土无症状感染者7例（均在哈尔滨市），均为集中隔离管控期间核酸检测发现或对重点人群主动排查发现。
4月27日，黑龙江省新增新冠肺炎本土确诊病例11例（均在哈尔滨市，含无症状感染者转确诊1例），新增本土无症状感染者7例（均在哈尔滨市），均为隔离管控期间核酸检测发现或对重点人群主动排查发现。
4月28日，黑龙江省新增新冠肺炎境外输入确诊病例1例（哈尔滨市报告，韩国输入）；新增境外输入无症状感染者1例（哈尔滨市报告，日本输入）。新增本土确诊病例4例（均在哈尔滨市），新增本土无症状感染者6例（均在哈尔滨市），均为隔离管控期间核酸检测发现。
4月29日，黑龙江省新增新冠肺炎本土确诊病例2例（均在哈尔滨市），新增本土无症状感染者3例（均在哈尔滨市），均为隔离管控期间核酸检测发现。
4月30日，黑龙江省新增新冠肺炎本土确诊病例5例（均在哈尔滨市），新增本土无症状感染者9例（均在牡丹江市），均为隔离管控期间核酸检测发现或对重点人群主动排查发现。

#### 5月
5月1日，黑龙江省新增新冠肺炎境外输入确诊病例1例（哈尔滨市报告，俄罗斯输入），新增境外输入无症状感染者1例（哈尔滨市报告，日本输入）。新增本土确诊病例8例（哈尔滨市5例，牡丹江市3例），新增本土无症状感染者20例（哈尔滨市9例，牡丹江市11例），均为隔离管控期间核酸检测发现或对重点人群主动排查发现。
5月2日，黑龙江省新增新冠肺炎本土确诊病例13例（哈尔滨市11例，牡丹江市2例），新增本土无症状感染者10例（哈尔滨市2例，牡丹江市8例），均为隔离管控期间核酸检测发现。
5月3日，黑龙江省新增新冠肺炎本土确诊病例7例（哈尔滨市6例，牡丹江市1例），新增本土无症状感染者3例（哈尔滨市2例，牡丹江市1例），均为隔离管控期间核酸检测发现。
5月4日，黑龙江省新增新冠肺炎境外输入确诊病例1例（哈尔滨市报告，俄罗斯输入），新增境外输入无症状感染者1例（哈尔滨市报告，日本输入）。新增本土确诊病例4例（均在哈尔滨市），均为集中隔离管控期间核酸检测发现。
5月5日，黑龙江省新增新冠肺炎境外输入确诊病例1例（哈尔滨市报告，韩国输入），新增境外输入无症状感染者5例（哈尔滨市报告，其中俄罗斯输入3例、日本输入1例、韩国输入1例）。新增本土确诊病例4例（均在哈尔滨市），均为隔离管控期间核酸检测发现。
5月6日，黑龙江省新增新冠肺炎境外输入无症状感染者1例（哈尔滨市报告）。新增本土无症状感染者1例（哈尔滨市1例），集中隔离管控期间核酸检测发现。
5月7日，黑龙江省新增新冠肺炎本土确诊病例1例（哈尔滨市1例），为隔离管控期间核酸检测发现。
5月15日，黑龙江省新增新冠肺炎境外输入无症状感染者1例（哈尔滨市报告，韩国输入）；新增本土无症状感染者2例（牡丹江市1例，齐齐哈尔市1例），均为外省返回人员集中隔离期间核酸检测发现。
5月26日，黑龙江省新增境外输入无症状感染者1例（哈尔滨市报告，韩国输入）；新增本土无症状感染者1例（黑河市1例，在爱辉区）。
5月28日，黑龙江省新增境外输入确诊病例1例（哈尔滨市报告，韩国输入）。

#### 6月
6月8日，黑龙江省新增境外输入确诊病例1例（哈尔滨市报告，韩国输入）。
6月12日，黑龙江省新增境外输入新冠肺炎确诊病例1例（哈尔滨市报告，韩国输入）。
6月17日，黑龙江省新增境外输入确诊病例1例（哈尔滨市报告，韩国输入），新增境外输入无症状感染者2例（均为哈尔滨市报告，韩国输入）。
6月25日，黑龙江省新增境外输入确诊病例1例（哈尔滨市报告，韩国输入）。

#### 7月
7月6日，黑龙江省新增境外输入确诊病例1例（哈尔滨市报告，韩国输入）。
7月16日，黑龙江省新增外省市输入新冠肺炎本土确诊病例1例（佳木斯市郊区）。该地自即日起实行3天临时性管控措施。
7月30日，新增境外输入确诊病例1例（哈尔滨市报告，韩国输入）。
7月31日，新增境外输入确诊病例2例（哈尔滨市报告），新增境外输入无症状感染者2例（哈尔滨市报告）。

#### 8月
8月2日，新增境外输入确诊病例4例（哈尔滨市报告），新增境外输入无症状感染者1例（哈尔滨市报告）。
8月3日，新增境外输入确诊病例3例（哈尔滨市报告），新增境外输入无症状感染者2例（哈尔滨市报告）。
8月4日，新增境外输入确诊病例1例（哈尔滨市报告）。
8月5日，新增境外输入确诊病例1例（哈尔滨市报告）。
8月6日，新增境外输入确诊病例1例（哈尔滨市报告）。
8月7日，新增境外输入确诊病例1例（哈尔滨市报告），新增境外输入无症状感染者1例（哈尔滨市报告）。
8月8日，新增境外输入确诊病例1例（哈尔滨市报告）。
8月12日，新增境外输入确诊病例1例（哈尔滨市报告）。
8月14日，新增境外输入确诊病例6例（哈尔滨市报告），新增境外输入无症状感染者6例（哈尔滨市报告）。
8月15日，新增境外输入确诊病例1例（哈尔滨市报告），新增境外输入无症状感染者1例（哈尔滨市报告）。
8月17日，新增境外输入确诊病例4例，新增境外输入无症状感染者3例。
8月18日，新增境外输入确诊病例3例，新增境外输入无症状感染者5例。
8月19日，新增本土新冠肺炎无症状感染者5例（均在黑河市爱辉区，区域核酸检测发现）。新增境外输入确诊病例4例，新增境外输入无症状感染者2例。
8月20日，新增本土新冠肺炎无症状感染者8例（齐齐哈尔市4例，其中甘南县1例，梅里斯区3例；大庆市4例，均在萨尔图区）；新增境外输入确诊病例3例（哈尔滨市报告）。
8月21日，新增本土新冠肺炎无症状感染者6例（均在大庆市萨尔图区）；新增境外输入确诊病例4例（哈尔滨市报告），新增境外输入无症状感染者3例（哈尔滨市报告）。
8月22日，新增本土新冠肺炎无症状感染者5例（齐齐哈尔市4例，在甘南县；大庆市1例，在萨尔图区）；新增境外输入确诊病例3例（哈尔滨市报告），新增境外输入无症状感染者2例（哈尔滨市报告）。
8月23日，黑龙江省新增本土新冠肺炎无症状感染者6例（大庆市4例，在萨尔图区；齐齐哈尔市2例，在甘南县）。
8月24日，黑龙江省新增本土新冠肺炎无症状感染者1例（大庆市萨尔图区）；新增境外输入确诊病例1例（哈尔滨市报告）。
8月25日，黑龙江省新增本土新冠肺炎无症状感染者5例（大庆市5例，均在萨尔图区）。
8月26日，黑龙江省新增本土新冠肺炎无症状感染者13例（大庆市11例，均在萨尔图区；黑河市2例，均在爱辉区）。
8月27日，黑龙江省新增本土新冠肺炎确诊病例1例（哈尔滨市道里区），新增本土无症状感染者7例（大庆市5例，均在萨尔图区；哈尔滨市1例，在道里区；黑河市1例，在爱辉区）。哈尔滨市对道里、道外、南岗、香坊、平房、松北、呼兰等7区实施疫情防控临时管控措施，区内全部人员（包括外来人员）须连续三天参加区域核酸检测。
8月28日，黑龙江省新增本土新冠肺炎确诊病例11例（哈尔滨市11例，其中香坊区7例、道里区3例、松北区1例），新增本土无症状感染者33例（大庆市29例，均在萨尔图区；哈尔滨市2例，在香坊区；黑河市1例，在爱辉区；绥化市1例，在安达市）；新增境外输入确诊病例6例（哈尔滨市报告）。
8月29日，黑龙江省新增本土新冠肺炎确诊病例8例（哈尔滨市8例，其中道里区4例、香坊区2例、南岗区1例、巴彦县1例），新增本土无症状感染者66例（大庆市63例，其中萨尔图区57例、龙凤区4例、让胡路区2例；哈尔滨市2例，在香坊区；绥化市1例，在兰西县）。
8月30日，黑龙江省新增本土新冠肺炎确诊病例13例（哈尔滨市10例，其中道里区4例、香坊区3例、南岗区3例；大庆市3例，均在萨尔图区），新增本土无症状感染者69例（大庆市66例，其中萨尔图区60例、龙凤区3例、让胡路区3例；哈尔滨市2例，其中道里区1例、巴彦县1例；绥化市1例，在兰西县）。
8月31日，黑龙江省新增本土新冠肺炎确诊病例9例（哈尔滨市6例，其中香坊区3例、南岗区2例、道里区1例；大庆市3例，均在萨尔图区），含1例由无症状感染者转为确诊病例（大庆市萨尔图区），新增本土无症状感染者130例（大庆市123例，其中萨尔图区99例、龙凤区19例、让胡路区5例；哈尔滨市7例，其中道里区6例、南岗区1例；新增境外输入确诊病例1例（哈尔滨市报告）。

#### 9月
9月1日，黑龙江省新增本土新冠肺炎确诊病例11例（哈尔滨市4例，其中道里区3例、南岗区1例；绥化市4例，均在肇东市；大庆市3例，其中萨尔图区2例、龙凤区1例），含3例由无症状感染者转为确诊病例（均在大庆市）；新增本土无症状感染者207例（大庆市201例，其中萨尔图区154例、龙凤区32例、让胡路区15例；绥化市5例，均在肇东市；哈尔滨市1例，在道里区）。新增境外输入确诊病例2例（哈尔滨市报告），新增境外输入无症状感染者5例（哈尔滨市报告）。
9月2日，黑龙江省新增本土新冠肺炎确诊病例67例（大庆市64例，其中萨尔图区47例、龙凤区14例、让胡路区3例；哈尔滨市3例，其中香坊区2例、道里区1例），含60例由无症状感染者转为确诊病例（均在大庆市，其中萨尔图区45例、龙凤区12例、让胡路区3例）；新增本土无症状感染者168例（大庆市153例，其中萨尔图区117例、龙凤区21例、让胡路区15例；绥化市11例，均在肇东市；哈尔滨市4例，其中香坊区3例、道里区1例）。新增境外输入无症状感染者1例（哈尔滨市报告）。
9月3日，黑龙江省新增本土新冠肺炎确诊病例4例（哈尔滨市4例，均在道里区），含1例由无症状感染者转为确诊病例；新增本土无症状感染者93例（大庆市86例，其中萨尔图区71例、龙凤区9例、让胡路区6例；绥化市6例，其中肇东市5例、安达市1例；哈尔滨市1例，在道里区）。新增境外输入确诊病例4例（哈尔滨市报告），新增境外输入无症状感染者1例（哈尔滨市报告）。
9月4日，黑龙江省新增本土新冠肺炎确诊病例4例（大庆市2例，均在萨尔图区；绥化市2例，均在肇东市），均为无症状感染者转为确诊病例；新增本土无症状感染者162例（大庆市146例，其中萨尔图区109例、龙凤区32例、让胡路区5例；绥化市14例，其中安达市8例、肇东市6例；哈尔滨市2例，均在香坊区）。新增境外输入确诊病例1例（哈尔滨市报告），新增境外输入无症状感染者1例（哈尔滨市报告）。
9月5日，黑龙江省新增本土新冠肺炎确诊病例7例（大庆市6例，其中萨尔图区3例、龙凤区3例；哈尔滨市1例，在道里区）；新增本土无症状感染者148例（大庆市146例，其中萨尔图区108例、龙凤区28例、让胡路区10例；哈尔滨市1例，在道外区；绥化市1例，在肇东市）。新增境外输入确诊病例1例（哈尔滨市报告）。
9月6日，黑龙江省新增本土新冠肺炎确诊病例14例（大庆市12例，其中萨尔图区8例、龙凤区4例；哈尔滨市1例，在香坊区；绥化市1例，在安达市），含1例无症状感染者转确诊病例（绥化市1例，在安达市）；新增本土无症状感染者179例（大庆市172例，其中萨尔图区120例、龙凤区51例、让胡路区1例；绥化市7例，其中安达市4例、肇东市3例）。新增境外输入确诊病例1例（哈尔滨市报告）。
9月7日，黑龙江省新增本土新冠肺炎确诊病例6例（大庆市6例，均在萨尔图区）；新增本土无症状感染者104例（大庆市102例，其中萨尔图区67例、龙凤区30例、让胡路区5例；绥化市2例，均在安达市）。
9月8日，黑龙江省新增本土新冠肺炎确诊病例13例（大庆市13例，其中萨尔图区10例、龙凤区3例），含7例无症状感染者转确诊病例（大庆市7例，其中萨尔图区5例、龙凤区2例）；新增本土无症状感染者109例（大庆市106例，其中萨尔图区64例、龙凤区39例、让胡路区3例；绥化市2例，均在安达市；黑河市1例，在爱辉区）。新增境外输入确诊病例1例（哈尔滨市报告）；新增境外输入无症状感染者1例（哈尔滨市报告）。
9月9日，黑龙江省新增本土新冠肺炎确诊病例1例（大庆市萨尔图区），新增本土无症状感染者111例（大庆市109例，其中萨尔图区61例、龙凤区45例、让胡路区3例；齐齐哈尔市1例，在龙江县；黑河市1例，在爱辉区）。新增境外输入确诊病例1例（哈尔滨市报告）。
9月10日，黑龙江省新增本土无症状感染者87例（大庆市80例，其中萨尔图区37例、龙凤区43例；黑河市4例，均在爱辉区；绥化市3例，均在安达市）；新增境外输入确诊病例2例（哈尔滨市报告），新增境外输入无症状感染者1例（哈尔滨市报告）。
9月11日，黑龙江省新增本土确诊病例2例，大庆市1例，在龙凤区，为无症状感染者转确诊病例；黑河市1例，在爱辉区，为集中隔离发现。新增本土无症状感染者68例，大庆市58例（高新区46例、龙凤区7例、萨尔图区4例、让胡路区1例），其中集中隔离发现32例、管控人群筛查发现23例、社区筛查发现3例；黑河市10例（均在爱辉区），其中集中隔离发现7例、管控人群筛查发现1例、社区筛查发现2例。新增境外输入确诊病例1例（哈尔滨市报告）。
9月12日，黑龙江省新增本土无症状感染者21例，大庆市18例（高新区7例、龙凤区6例、萨尔图区5例），其中集中隔离发现16例、管控人群筛查发现2例；黑河市3例（均在爱辉区），其中集中隔离发现1例、管控人群筛查发现2例。
9月13日，黑龙江省新增本土确诊病例1例（大庆市1例，在龙凤区），为集中隔离发现。新增本土无症状感染者44例，大庆市39例（高新区19例、龙凤区15例、萨尔图区4例、让胡路区1例），其中集中隔离发现24例、管控人群筛查发现15例；黑河市5例（均在爱辉区），其中集中隔离发现3例、社区筛查发现2例。
9月14日，黑龙江省新增本土无症状感染者22例，大庆市20例（高新区11例、龙凤区7例、萨尔图区1例、让胡路区1例），其中集中隔离发现18例、管控人群筛查发现2例；黑河市2例（均在爱辉区），均为集中隔离发现。
9月15日，黑龙江省新增本土无症状感染者8例，大庆市6例（高新区3例、龙凤区3例），其中集中隔离发现5例、管控人群筛查发现1例；黑河市2例（均在爱辉区），均为集中隔离发现。新增境外输入确诊病例10例（哈尔滨市报告）；新增境外输入无症状感染者2例（哈尔滨市报告）。
9月16日，黑龙江省新增本土无症状感染者3例，均在大庆市（萨尔图区2例、高新区1例），其中集中隔离发现2例、居家隔离医学观察发现1例。新增境外输入确诊病例3例（哈尔滨市报告）；新增境外输入无症状感染者4例（哈尔滨市报告3例，伊春市报告1例）。
9月17日，黑龙江省新增本土无症状感染者4例，大庆市3例（龙凤区2例、高新区1例），均为集中隔离发现；黑河市1例（在爱辉区），为闭环管理重点人群筛查发现。新增境外输入确诊病例1例（哈尔滨市报告）；新增境外输入无症状感染者3例（哈尔滨市报告）。
9月18日，黑龙江省新增本土确诊病例1例，佳木斯市1例（向阳区），为集中隔离发现。新增本土无症状感染者11例，佳木斯市8例（向阳区6例、前进区2例），其中集中隔离发现6例、社区筛查发现2例；黑河市2例，在爱辉区，均为集中隔离发现；大庆市1例，在龙凤区，为集中隔离发现。新增境外输入确诊病例3例（哈尔滨市报告），新增境外输入无症状感染者6例（哈尔滨市报告）。
9月19日，黑龙江省新增本土确诊病例2例（佳木斯市2例，均在向阳区），含无症状感染者转确诊病例1例。集中隔离发现1例。新增本土无症状感染者44例，佳木斯市38例（向阳区25例、前进区7例、郊区5例、东风区1例），均为集中隔离发现；大庆市5例（均在龙凤区），其中集中隔离发现4例、密切接触者筛查发现1例；黑河市1例（在爱辉区），为非闭环管理重点人群筛查发现。新增境外输入确诊病例2例（哈尔滨市报告），新增境外输入无症状感染者8例（哈尔滨市报告）。
9月20日，黑龙江省新增本土确诊病例9例，佳木斯市8例（向阳区5例、郊区2例、前进区1例），含无症状感染者转确诊病例1例，集中隔离发现4例，居家隔离医学观察发现3例；哈尔滨市1例（香坊区），为非闭环管理重点人群筛查发现。新增本土无症状感染者102例，佳木斯市92例（向阳区70例、郊区11例、前进区7例、东风区4例），其中集中隔离发现28例，居家隔离医学观察发现64例；黑河市8例（均在爱辉区），均为社区筛查发现；大庆市2例（均在龙凤区），均为集中隔离发现。新增境外输入确诊病例1例（哈尔滨市报告）。
9月21日，黑龙江省新增本土确诊病例7例，哈尔滨市4例（均在香坊区），均为集中隔离发现；佳木斯市3例（均在向阳区），其中集中隔离发现1例、居家隔离医学观察发现2例。新增本土无症状感染者109例，佳木斯市74例（向阳区46例、前进区18例、郊区8例、东风区2例），其中集中隔离发现45例、居家隔离医学观察发现27例、高风险区筛查发现1例、中风险区筛查发现1例；黑河市32例（均在爱辉区），其中社区筛查发现25例、集中隔离发现7例；哈尔滨市2例（均在香坊区），均为集中隔离发现；大庆市1例（在龙凤区），为集中隔离发现。新增境外输入确诊病例1例（哈尔滨市报告），新增境外输入无症状感染者3例（哈尔滨市报告）。
9月22日，黑龙江省新增本土确诊病例15例：佳木斯市10例（向阳区8例、前进区2例），含无症状感染者转确诊病例6例、集中隔离发现1例、居家隔离医学观察发现3例；哈尔滨市5例（均在香坊区），均为集中隔离发现。新增本土无症状感染者221例，佳木斯市141例（向阳区102例、前进区15例、郊区14例、东风区10例），其中集中隔离发现26例、居家隔离医学观察发现115例；黑河市74例（均在爱辉区），其中集中隔离发现38例、居家隔离医学观察发现25例、社区筛查发现11例；哈尔滨市4例（均在香坊区），均为集中隔离发现；大庆市2例（均在龙凤区），均为集中隔离发现。新增境外输入确诊病例2例（哈尔滨市报告）。
9月23日，黑龙江省新增本土确诊病例21例：哈尔滨市11例（均在香坊区），其中集中隔离发现7例、居家隔离医学观察发现4例；佳木斯市10例（向阳区5例、前进区5例），含无症状感染者转确诊病例6例、集中隔离发现3例、居家隔离医学观察发现1例。新增本土无症状感染者209例：黑河市111例（均在爱辉区），其中集中隔离发现34例、居家隔离医学观察发现77例；佳木斯市90例（向阳区68例、郊区9例、前进区8例、东风区5例），其中集中隔离发现31例、居家隔离医学观察发现59例；哈尔滨市8例（均在香坊区），其中集中隔离发现6例、居家隔离医学观察发现2例。新增境外输入确诊病例1例（哈尔滨市报告）。
9月24日，黑龙江省新增本土确诊病例11例：哈尔滨市5例（均在香坊区），均为集中隔离发现；佳木斯市5例（均在向阳区），其中集中隔离发现3例、居家隔离医学观察发现2例；黑河市1例（在爱辉区），为无症状感染者转确诊病例。新增本土无症状感染者163例：佳木斯市89例（向阳区61例、前进区14例、郊区11例、东风区3例），其中集中隔离发现27例、居家隔离医学观察发现62例；黑河市68例（均在爱辉区），其中集中隔离发现27例、居家隔离医学观察发现41例；哈尔滨市5例（均在香坊区），其中集中隔离发现4例、居家隔离医学观察发现1例；大兴安岭地区1例（在呼玛县），为居家隔离医学观察发现。
9月25日，黑龙江省新增本土确诊病例16例：佳木斯市13例（向阳区9例、郊区3例、前进区1例），其中集中隔离发现5例、居家隔离医学观察发现8例；哈尔滨市3例（均在香坊区），均为集中隔离发现。新增本土无症状感染者141例：黑河市74例（均在爱辉区），其中集中隔离发现43例、居家隔离医学观察发现31例；佳木斯市65例（向阳区52例、郊区7例、前进区5例、东风区1例），其中集中隔离发现29例、居家隔离医学观察发现33例、高风险区筛查发现2例、闭环管理重点人群筛查发现1例；哈尔滨市2例（均在香坊区），均为集中隔离发现。
9月26日，黑龙江省新增本土确诊病例21例，：佳木斯市18例（向阳区15例、前进区2例、东风区1例），其中集中隔离发现8例、居家隔离医学观察发现8例、高风险区筛查发现1例、闭环管理重点人群筛查发现1例；哈尔滨市3例（均在香坊区），均为集中隔离发现。新增本土无症状感染者115例：黑河市56例（均在爱辉区），其中集中隔离发现47例、居家隔离医学观察发现9例；佳木斯市55例（向阳区31例、郊区14例、前进区9例、东风区1例），其中集中隔离发现34例、居家隔离医学观察发现17例、高风险区筛查发现1例、闭环管理重点人群筛查发现1例、社区筛查发现2例；哈尔滨市2例（均在香坊区），均为集中隔离发现；大兴安岭地区2例（均在呼玛县），均为居家隔离医学观察发现。
9月27日12时起，富锦市全域范围实行3天静默管理。当日黑龙江省新增本土确诊病例5例，均在佳木斯市（向阳区3例、富锦市2例），其中集中隔离发现3例、社区筛查发现2例。新增本土无症状感染者82例：黑河市44例（均在爱辉区），其中集中隔离发现30例、居家隔离医学观察发现14例；佳木斯市30例（向阳区17例、郊区8例、富锦市3例、东风区2例），其中集中隔离发现18例、居家隔离医学观察发现9例、密切接触者筛查发现3例；大兴安岭地区5例（均在呼玛县），均为集中隔离发现；牡丹江市2例（爱民区1例、海林市1例），其中跨区域协查发现1例、集中隔离发现1例；哈尔滨市1例（在香坊区），为集中隔离发现。
9月28日，黑龙江省新增本土确诊病例9例，均在佳木斯市（向阳区5例、郊区4例），其中集中隔离发现5例、居家隔离医学观察发现4例。新增本土无症状感染者73例：黑河市38例（爱辉区36例、嫩江县2例），其中集中隔离发现36例、居家隔离医学观察发现2例；佳木斯市32例（向阳区21例、郊区9例、前进区1例、东风区1例），其中集中隔离发现27例、居家隔离医学观察发现5例；哈尔滨市1例（在香坊区），为集中隔离发现；牡丹江市1例（外省输入），为集中隔离发现；大兴安岭地区1例（在呼玛县），为居家隔离医学观察发现。
9月29日，黑龙江省新增本土确诊病例13例（佳木斯市11例，其中郊区6例、向阳区5例；大兴安岭地区1例，在呼玛县；黑河市1例，在爱辉区），含无症状感染者转确诊病例1例，其余均为集中隔离发现；新增本土无症状感染者54例（黑河市35例，其中爱辉区33例、嫩江市2例；佳木斯市19例，其中向阳区6例、郊区6例、前进区3例、富锦市3例、东风区1例），均为集中隔离发现。新增境外输入确诊病例2例（哈尔滨市报告）。
9月30日，黑龙江省新增本土确诊病例4例（佳木斯市3例，其中郊区2例、向阳区1例；黑河市1例，在爱辉区），均为集中隔离发现；新增本土无症状感染者28例（黑河市20例，其中爱辉区19例、嫩江市1例；佳木斯市7例，其中向阳区4例、郊区1例、前进区1例、富锦市1例；大兴安岭地区1例，在呼玛县），均为集中隔离发现。新增境外输入确诊病例1例（哈尔滨市报告）。

#### 10月
10月1日，黑龙江省新增本土无症状感染者15例（黑河市13例，其中爱辉区10例、嫩江市3例，均为集中隔离发现；佳木斯市1例，在郊区，为集中隔离发现；七台河市1例，在勃利县，为社区筛查发现）。新增境外输入无症状感染者7例（哈尔滨市报告）。
10月2日，黑龙江省新增本土无症状感染者9例（黑河市7例，其中爱辉区6例、嫩江市1例；佳木斯市2例，均在郊区），均为集中隔离发现。
10月3日，黑龙江省新增本土确诊病例2例，哈尔滨市1例（在香坊区，外省输入），为非闭环管理重点人群筛查发现；黑河市1例（在爱辉区），为无症状感染者转确诊病例。新增本土无症状感染者4例，黑河市3例（爱辉区2例、嫩江市1例），均为集中隔离发现；哈尔滨市1例（在香坊区，外省输入），为密切接触者筛查发现。新增境外输入无症状感染者1例（哈尔滨市报告）。
10月4日，黑龙江省新增本土确诊病例1例（黑河市1例，在爱辉区），为无症状感染者转确诊病例；新增本土无症状感染者5例（哈尔滨市3例，均在南岗区；七台河市2例，均在勃利县），均为集中隔离发现。新增境外输入无症状感染者1例（哈尔滨市报告）。
10月5日，黑龙江省新增本土确诊病例5例，其中哈尔滨市4例（南岗区2例，平房区1例，巴彦县1例，均为集中隔离发现），黑河市1例（在爱辉区，为无症状感染者转确诊病例）；新增本土无症状感染者7例，哈尔滨市7例（均在南岗区，均为集中隔离发现）。新增境外输入无症状感染者3例（均为哈尔滨市报告）。
10月6日，黑龙江省新增本土确诊病例3例，其中哈尔滨市3例（香坊区2例，南岗区1例）；新增本土无症状感染者10例，其中哈尔滨市9例（南岗区7例，道里区1例，香坊区1例），均为集中隔离发现；大庆市1例（龙凤区1例，外省输入）。
10月7日，黑龙江省新增本土确诊病例1例（哈尔滨市1例，在道里区），为集中隔离发现；新增本土无症状感染者5例（哈尔滨市4例，其中香坊区3例、南岗区1例；鹤岗市1例，在兴安区），均为集中隔离发现。
10月8日，黑龙江省新增本土确诊病例2例（哈尔滨市2例，均在香坊区），均为集中隔离发现；新增本土无症状感染者5例（哈尔滨市2例，其中道里区1例、南岗区1例；绥化市2例，均在青冈县；鹤岗市1例，在兴安区），均为集中隔离发现。新增境外输入无症状感染者3例（哈尔滨市报告）。
10月9日，黑龙江省新增本土确诊病例1例（哈尔滨市1例，在南岗区），为集中隔离发现；新增本土无症状感染者1例（绥化市1例，在庆安县），为集中隔离发现。
10月10日，黑龙江省新增本土无症状感染者6例，其中绥化市3例（均在肇东市），跨区域协查发现2例，密切接触者筛查发现1例；大庆市2例（均在肇州县），均为跨区域协查发现；哈尔滨市1例（在南岗区），为集中隔离发现。
10月11日，黑龙江省新增本土新冠肺炎确诊病例6例（哈尔滨市6例，均在香坊区），集中隔离发现5例，闭环管理重点人群筛查发现1例；新增本土无症状感染者13例（绥化市8例，均在肇东市；哈尔滨市4例，均在香坊区；齐齐哈尔市1例，在富裕县），均为集中隔离发现。新增境外输入无症状感染者1例（哈尔滨市报告）。
10月12日，黑龙江省新增本土新冠肺炎确诊病例3例（哈尔滨市2例，其中香坊区1例、南岗区1例；绥化市1例，在肇东市），均为集中隔离发现；新增本土无症状感染者8例（绥化市7例，均在肇东市；哈尔滨市1例，在香坊区），均为集中隔离发现。新增境外输入无症状感染者2例（哈尔滨市报告）。
10月13日，黑龙江省新增本土新冠肺炎确诊病例11例（哈尔滨市9例，均在香坊区；绥化市2例，均在肇东市），均为集中隔离发现；新增本土无症状感染者51例（绥化市49例，均在肇东市；哈尔滨市1例，在香坊区；黑河市1例，在爱辉区），其中集中隔离发现50例，闭环管理重点人群筛查发现1例。新增境外输入无症状感染者1例（哈尔滨市报告）。
10月14日，黑龙江省新增本土新冠肺炎确诊病例25例（哈尔滨市25例，均在香坊区），均为集中隔离发现。新增本土无症状感染者40例，其中绥化市23例（均在肇东市），均为集中隔离发现；黑河市12例（均在爱辉区），均为闭环管理重点人群筛查发现；哈尔滨市5例（均在香坊区），均为集中隔离发现。新增境外输入无症状感染者1例（哈尔滨市报告）。
10月15日，黑龙江省新增本土新冠肺炎确诊病例6例（哈尔滨市6例，均在香坊区），新增本土无症状感染者4例（绥化市3例，均在肇东市；哈尔滨市1例，在香坊区），均为集中隔离发现。新增境外输入无症状感染者1例（齐齐哈尔市报告）。
10月16日，黑龙江省新增本土新冠肺炎确诊病例7例（哈尔滨市7例，均在香坊区），新增本土无症状感染者1例（绥化市1例，在肇东市），均为集中隔离发现。
10月17日，黑龙江省新增本土新冠肺炎确诊病例4例（哈尔滨市4例，均在香坊区），新增本土无症状感染者4例（黑河市2例，均在爱辉区；绥化市2例，在肇东市），均为集中隔离发现。
10月18日，黑龙江省新增本土新冠肺炎确诊病例1例（哈尔滨市1例，在香坊区），新增本土无症状感染者2例（黑河市2例，均在爱辉区），均为集中隔离发现。新增境外输入无症状感染者2例（哈尔滨市报告）。
10月20日，黑龙江省新增本土无症状感染者6例（绥化市4例，均在海伦市，其中重点人群筛查发现1例，集中隔离发现3例；黑河市2例，均在北安市，均为重点人群筛查发现）。
10月21日，黑龙江省新增本土确诊病例1例（黑河市1例，在北安市），新增本土无症状感染者8例（黑河市5例，其中北安市3例、爱辉区2例；绥化市3例，均在海伦市），均为集中隔离发现。
10月22日，黑龙江省新增本土无症状感染者12例（黑河市7例，均在北安市；绥化市5例，均在海伦市），其中集中隔离发现11例，闭环管理重点人群筛查发现1例。新增境外输入无症状感染者2例（哈尔滨市报告）。
10月23日，黑龙江省新增本土无症状感染者15例（黑河市9例，其中北安市7例、爱辉区2例；绥化市6例，均在海伦市），其中集中隔离发现14例，闭环管理重点人群筛查发现1例。新增境外输入无症状感染者2例（哈尔滨市报告）。
10月24日，黑龙江省新增本土无症状感染者4例（黑河市4例，其中北安市3例、爱辉区1例），其中集中隔离发现2例，闭环管理重点人群筛查发现2例。
10月25日，黑龙江省新增本土无症状感染者6例（黑河市6例，其中北安市4例、爱辉区2例），其中集中隔离发现5例，居家隔离医学观察发现1例。新增境外输入确诊病例2例（哈尔滨市报告），新增境外输入无症状感染者1例（哈尔滨市报告）。
10月26日，黑龙江省新增本土无症状感染者10例，其中黑河市8例（北安市6例，均为集中隔离发现；爱辉区2例，居家隔离医学观察发现1例、区域核酸检测发现1例），绥化市2例（均在北林区，均为非闭环管理重点人群筛查发现）。
10月27日，黑龙江省新增本土确诊病例5例，其中绥化市4例（均在北林区，均为重点人群筛查发现），哈尔滨市1例（在平房区，为非闭环管理重点人群筛查发现）；新增本土无症状感染者30例，其中绥化市25例（均在北林区，均为重点人群筛查发现），黑河市5例（北安市4例，其中集中隔离发现2例、高风险区筛查发现2例；爱辉区1例，为集中隔离发现）。新增境外输入无症状感染者1例（哈尔滨市报告）。
10月28日，黑龙江省新增本土确诊病例10例，其中绥化市9例（均在北林区，均为重点人群筛查发现），哈尔滨市1例（在平房区，为集中隔离发现）；新增本土无症状感染者47例，其中绥化市42例（均在北林区，重点人群筛查发现38例，集中隔离发现4例），黑河市3例（其中北安市2例、爱辉区1例，均为集中隔离发现），牡丹江市2例（均在阳明区，社区筛查发现1例，集中隔离发现1例）。新增境外输入无症状感染者1例（哈尔滨市报告）。
10月29日，黑龙江省新增本土确诊病例11例，其中哈尔滨市5例（南岗区2例、平房区2例、阿城区1例，集中隔离发现4例、居家隔离医学观察发现1例），绥化市4例（均在北林区，均为重点人群筛查发现），黑河市2例（均在北安市，均为居家隔离医学观察发现）；新增本土无症状感染者136例，其中绥化市122例（北林区117例、绥棱县5例，集中隔离发现78例、重点人群筛查发现28例，社区筛查发现16例），牡丹江市6例（均在阳明区，均为集中隔离发现），哈尔滨市5例（平房区4例、阿城区1例，集中隔离发现4例、居家隔离医学观察发现1例），黑河市3例（均在爱辉区，重点人群筛查发现2例、社区筛查发现1例）。
10月30日，黑龙江省新增本土确诊病例3例，其中哈尔滨市2例（均在南岗区，均为居家隔离医学观察发现），黑河市1例（在爱辉区，为居家隔离医学观察发现）；新增本土无症状感染者182例，其中绥化市169例（北林区168例、望奎县1例，集中隔离发现29例、重点人群筛查发现140例），哈尔滨市5例（平房区2例、阿城区2例、南岗区1例，集中隔离发现4例、居家隔离医学观察发现1例），牡丹江市5例（均在阳明区，集中隔离发现4例、重点人群筛查发现1例），黑河市3例（均在爱辉区，重点人群筛查发现2例、居家隔离医学观察发现1例）。新增境外输入无症状感染者6例（哈尔滨市报告，韩国输入）。

#### 11月
11月10日9时54分，肇州县市场监督管理局王某某等3名工作人员对肇州县内营业场所某奶茶店疫情防控情况开展执法检查。奶茶店服务员对进店三名执法人员说“欢迎光临，扫一下码”，执法人员称“说晚了，第一句就应该说扫码”。随后亮明身份，系市场监管局工作人员，认定该奶茶店没有严格执行扫码、验码规定，勒令奶茶店关停一天。事件发生后，肇州县市场监督管理局王某某等3名工作人员当面向奶茶店经营者道歉。肇州县纪委监委给予王某某政务记过处分并建议调离执法队伍；给予工作人员金某某、赵某批评教育处理；给予县市场监督管理局主管副局长康某诫勉谈话处理；对县市场监督管理局予以通报批评，并责令进行深刻检查。
11月11日，牡丹江市一服装店因老板睡觉没戴口罩，被执法人员亮黄牌警告，相关事件随即引发关注。该店老板表示当时并非营业时间，“没打算上前待客”。事发时上门男子，并未着装、未出示工作证。该服装店随后被贴黄牌警告，责令立即整改。11月12日，牡丹江市市场监督管理局工作人员回应称，目前已责成执法人员正在紧急处理该事件，调查进展将公开发布通报。在经过沟通后，执法人员要求她将发布网络的视频删除，并对她们进行了道歉，以及将黄牌警告摘除。
11月23日12时起，哈尔滨市对主城区道里、道外、南岗、香坊、平房、松北等实施临时管控措施。六区内人员非必要不出主城区，确需外出的需持48小时内两次核酸检测阴性证明，凭“龙江健康码”绿码通行。除农贸市场、商场(不含商场内的餐饮、休闲、娱乐等项目)、超市、药店、加油(气)站、汽修汽配门店、餐饮类企业(仅提供到店自取、外卖订餐服务)等民生基础保障类经营场所外，其他营业场所、门店一律暂停营业。暂停举办大型会议、培训、论坛、演出、展销促销等聚集性活动，确需举办的，严格履行审批程序并落实疫情防控措施。暂停游园、庙会、民俗、广场舞等群众性活动。暂停宗教场所对外开放和集体宗教活动。暂停中小学、托幼机构及各类教育培训机构线下教学活动。市域外抵返哈人员均需持48小时内有效核酸检测阴性证明，提前向目的地所在街道、社区(村)、宾馆酒店报备。外地人员抵返哈后，实行落地核酸检测，并严格执行“三天三检”(每次核酸检测间隔24小时以上)和健康监测，抵哈满五天再完成一次核酸检测，期间不得进入正在经营的购物中心(含百货店)、超市卖场、菜市场等公共场所，倡导不聚集、不聚会、不聚餐。
11月26日零时起，哈尔滨暂停各类商业综合体、百货商场、家居商场营业（商场内设的超市除外），倡导市民群众周末“宅家”生活。

#### 12月
12月3日起，哈尔滨市民群众进入经营场所和单位、乘坐市内公共交通工具不再查验核酸检测阴性证明。进入农产品批发市场及医疗机构就医仍需查验48小时内核酸检测阴性证明。离哈人员需持48小时内两次核酸检测阴性证明调整为48小时内一次核酸检测阴性证明。